# Église Notre-Dame-de-l'Assomption de Rouffach
L'église Notre-Dame-de-l'Assomption, (parfois appelée église Saint-Arbogast), est un édifice religieux catholique situé à Rouffach, dans le département français du Haut-Rhin. Son massif occidental inachevé et sa tour octogonale construite sur la croisée du transept et surmontée d'une flèche lui confèrent une silhouhette caractéristique, voire des allures de cathédrale. La variété des styles qu'elle présente va du roman au néogothique et témoigne d'une longue histoire, intimement liée à celle de la ville de Rouffach.

## Localisation et classement
Ce bâtiment est situé place de la République, au cœur de la ville de Rouffach. L'église Notre-Dame-de-l'Assomption fait l'objet d'un classement au titre des monuments historiques depuis 1841. La notice PA00085638 de la base Mérimée la désigne par "église Saint-Arbogast", mais cette appellation datant du XIXe siècle est erronée : elle évoque la légende de Saint-Arbogast qui a conduit à la fondation de l'Obermundat de Rouffach.

## Historique et architecture
Notre-Dame de Rouffach a plus de mille ans d'histoire. Avec une accumulation de reconstructions s'ajoutant à la structure au fil du temps, elle présente une juxtaposition de techniques et styles architecturaux suivant la mode de chaque époque.

### L'église romane duXIesiècle

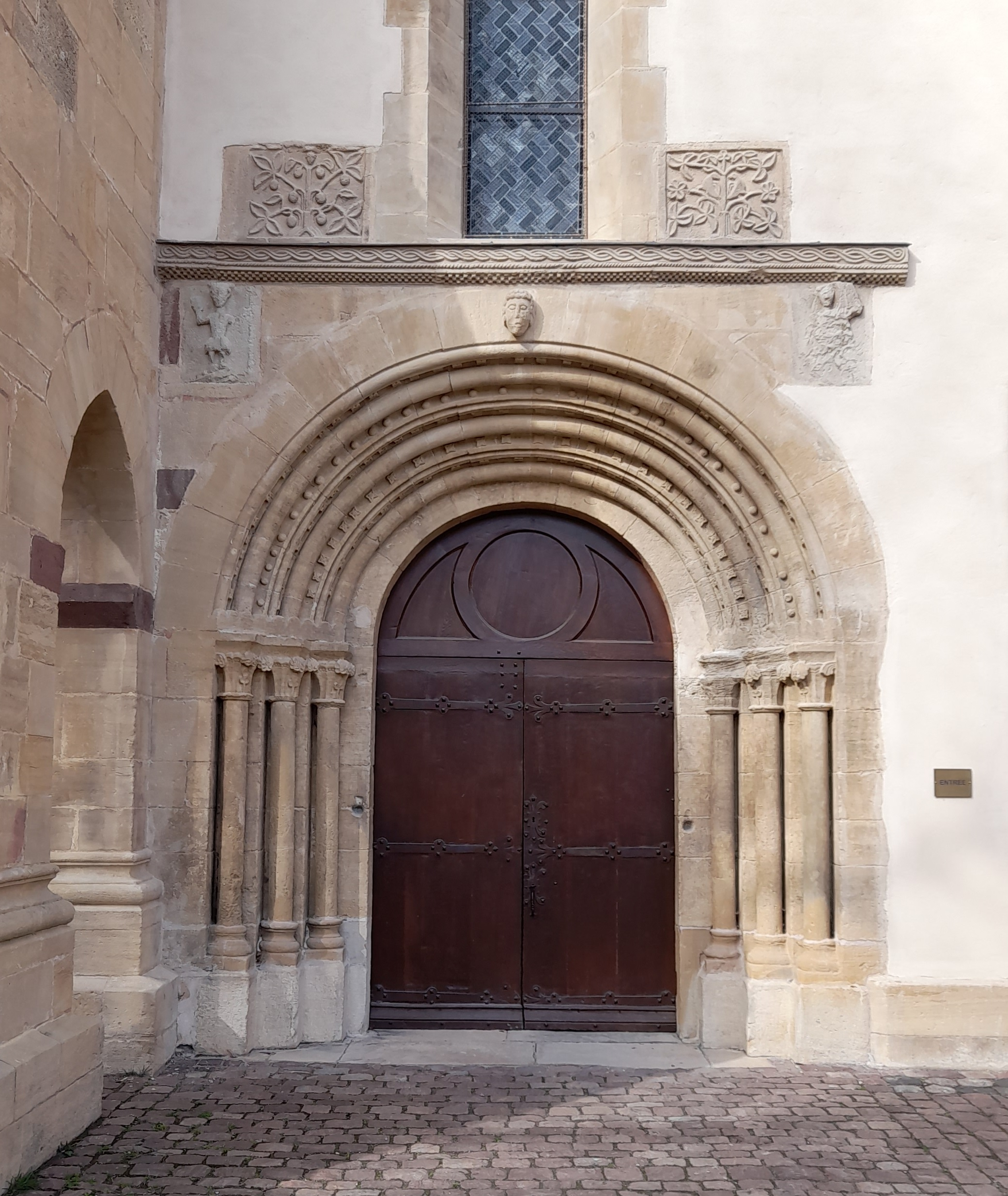
Le portail sud avec son archivolte romane

Les parties les plus anciennes de l'édifice datent du XIe siècle, on ne dispose pas de plus d'informations sur l'église primitive. Il s'agit d'éléments de style roman : les bras du transept dont les hautes absides semi-cylindriques caractéristiques sont visibles aussi bien à l'intérieur de l'église que de l'extérieur où elles sont décorées de lésènes, frises caractéristiques de l'art roman. Le portail de l'entrée sud avec sa remarquable archivolte en plein-cintre fait partie de ces éléments les plus anciens, de même que les bas-reliefs qui le surmontent.
Les bras du transept sont surmontés de voûtes à la fin du XIIe siècle à la suite d'un hypothétique incendie. Ce voûtement a nécessité un renforcement de la structure par des contreforts à l'extérieur de l'église. La croisée de transept est surmontée d'une coupole sur trompes fermée par une voûte à huit branches.

### La transition du roman au gothique primitif
Au XIIIe siècle, l'arc brisé fait son apparition. C'est de cette époque qu'il faut dater la nef de Notre-Dame dont la voûte présente trois croisées carrées s'appuyant sur des puissants piliers fasciculés. Les voûtes des collatéraux dédoublent ces croisées, s'appuyant sur des colonnes en alternance avec ces mêmes piliers. Au niveau supérieur, des fenêtres sont regroupées en triplets sous un arc en plein-cintre.
C'est également au XIIIe siècle qu'est construite la tour-clocher qui s'élève sur la croisée du transept suivant le plan octogonal dicté par la coupole sur trompes. Elle atteint une hauteur de 68 mètres avec sa flèche effilée couverte d'ardoises.

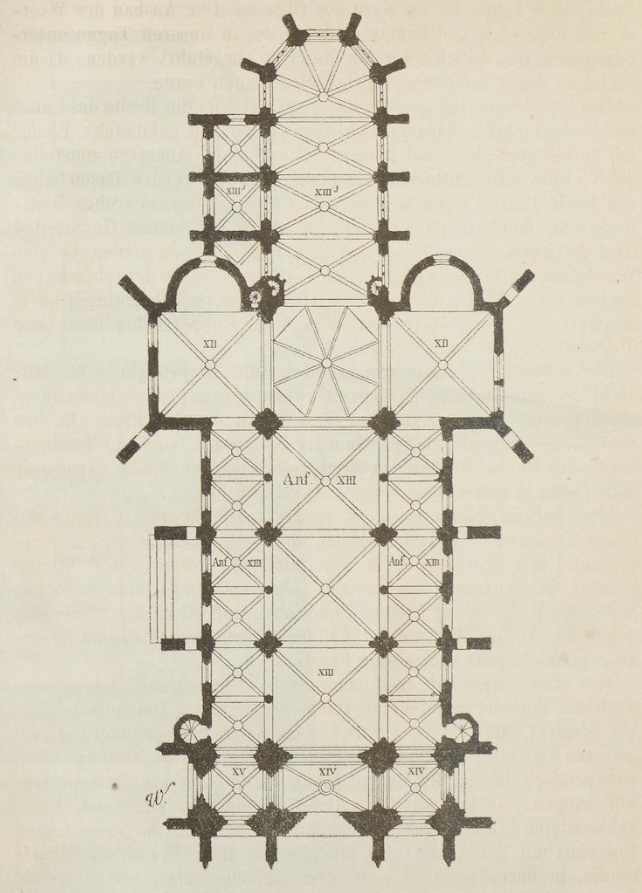
Le plan de l'église, voûtes, piliers et contreforts.
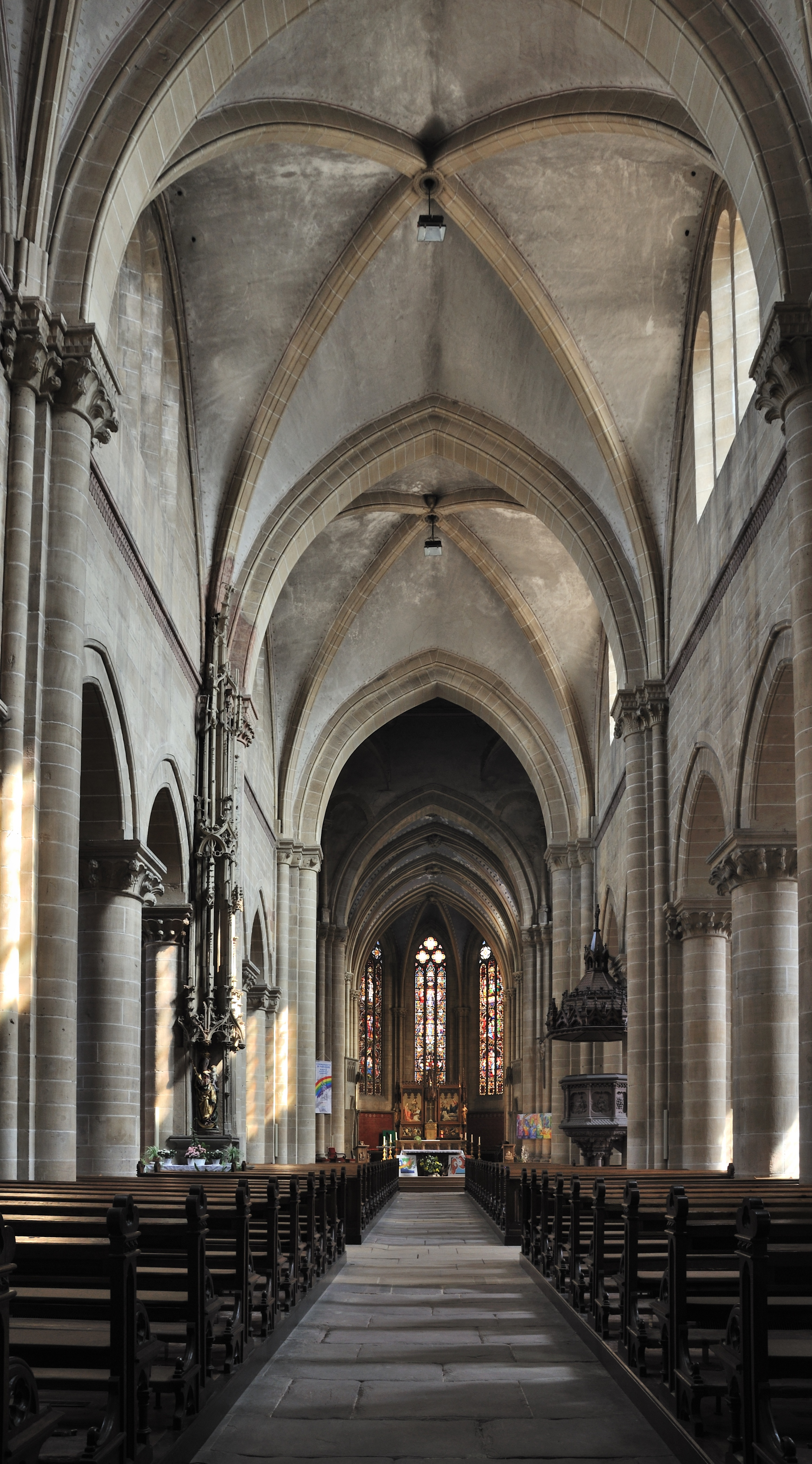
La nef, croisées de voûtes, alternance de piliers et colonnes.
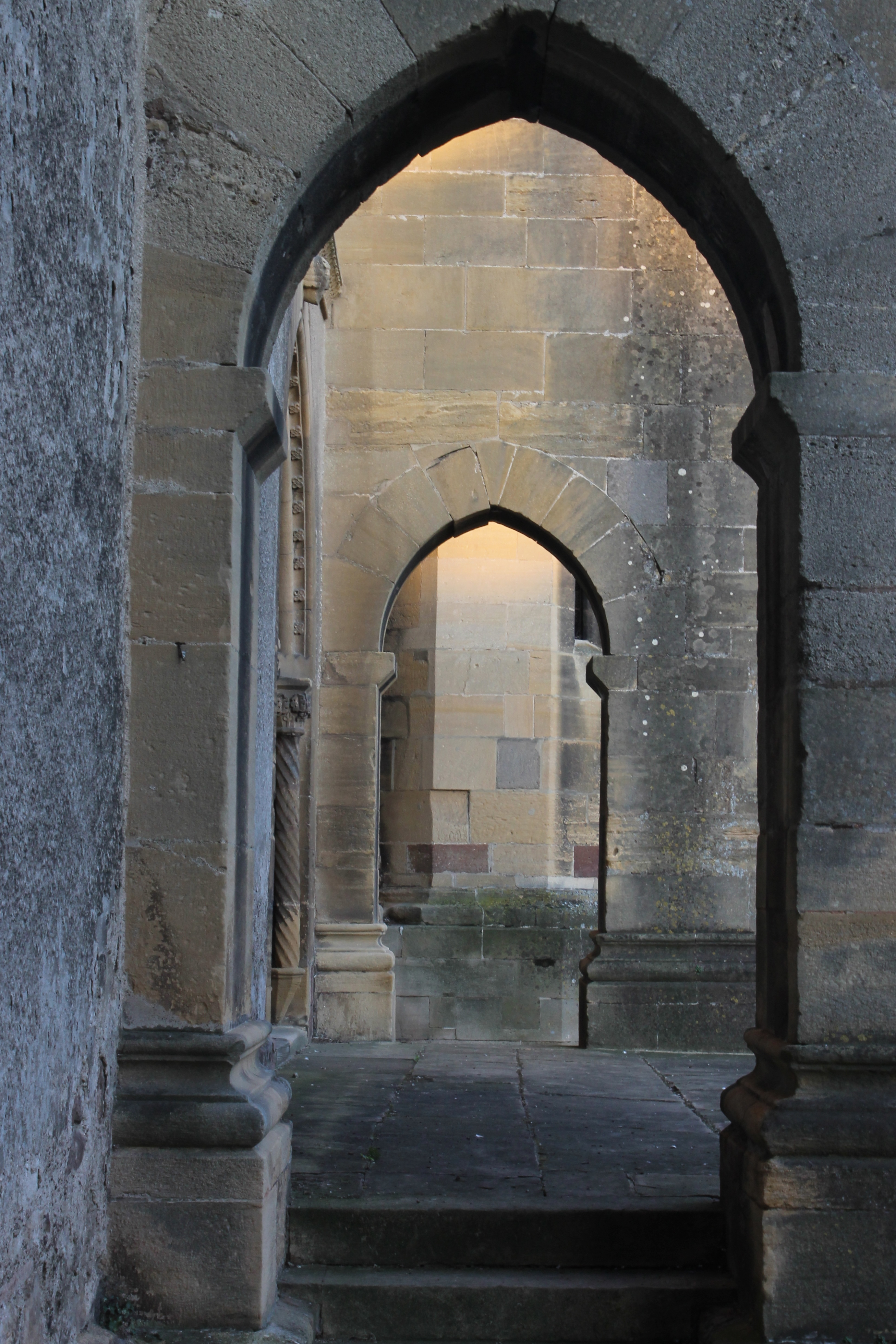
À l'extérieur, les contreforts sont percés de passages en ogives.
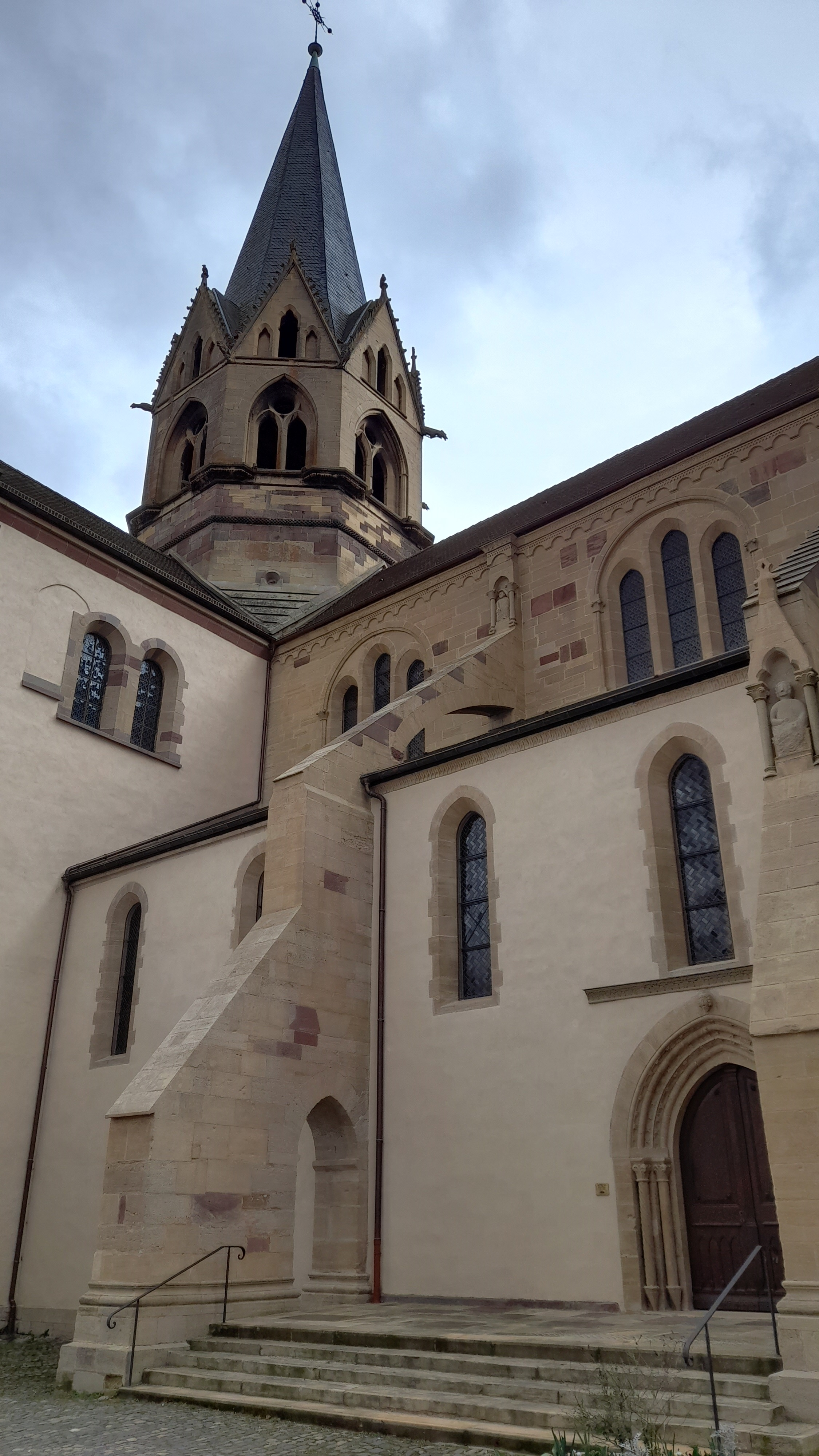
La tour-clocher octogonale érigée sur la coupole du transept.
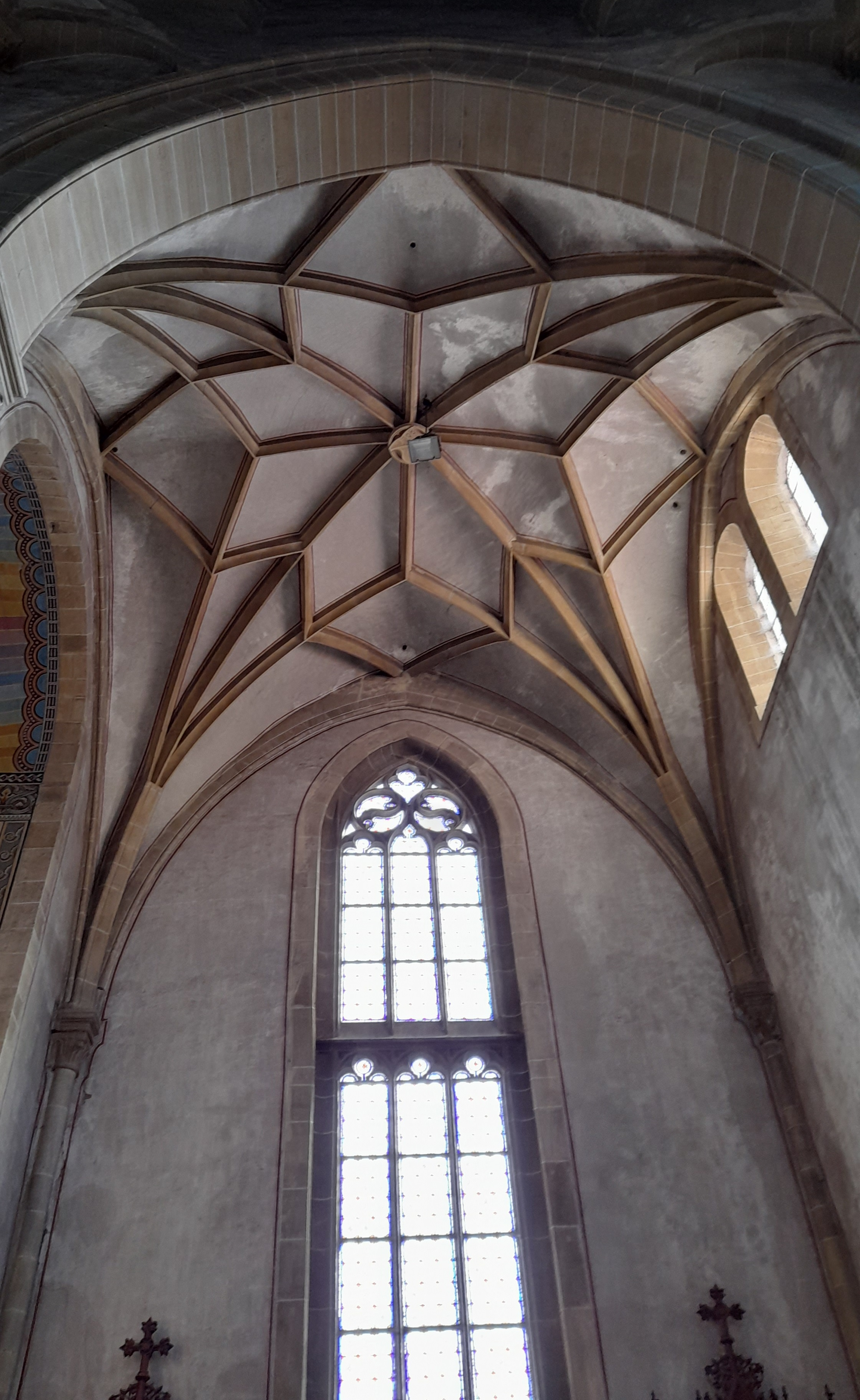
La voûte du bras Sud du transept, reprise au XVIe siècle.

C'est encore à la fin de ce même XIIIe siècle que l'ancien chœur roman est remplacé par un sanctuaire comprenant trois travées, fermé à l'est par un chevet à cinq pans formé de hautes ogives. Le chœur était séparé de la nef par un jubé imposant démoli en 1718. Deux tourelles subsistent à l'entrée du chœur, disposées de part et d'autre de l'arc triomphal : ce sont des vestiges de ce jubé, au décor gothique, sculpté d'animaux fantastiques.
Au début du XVIe siècle des modifications sont apportées sur le bras sud du transept, il s'agit sans doute de réparations : une nouvelle voûte en étoile finement nervurée remplace l'ancienne croisée et une haute fenêtre gothique à trois lancettes laisse entrer la lumière au sud. Sur la clé de voûte on peut lire la date 1508. Ce remaniement est attribué à Hans de Saint-Gall.

### La façade gothique duXIVesiècle
La façade ouest de Notre-Dame, "une réplique évidente de celle de la cathédrale de Strasbourg" pour Hans Rheinhardt, contribue largement au caractère majestueux de l'église, mais le massif occidental a été construit en plusieurs étapes. Les ajouts du XIXe siècle se distinguent par le grès rose des éléments construits au XIVe siècle en grès jaune de Rouffach. Le portail principal aux voussures vides (voir paragraphe suivant) est surmonté d'un haut gâble triangulaire ajouré dont le fleuron monte jusque devant la remarquable rosace de Rouffach qui compte vingt pétales. À l'étage supérieur, sous le pignon triangulaire, une galerie formée de trois ogives de style gothique flamboyant soutenues par des colonnettes, complète élégamment la partie centrale la façade. Le décor statuaire est très abîmé, cependant deux anges décapités sont attribués à Woelflin de Rouffach qui est mentionné avec Johann Behem comme maître d'œuvre de cette façade. À l'issue de cette campagne de construction, l'amorce de la tour nord ne dépassait pas le premier niveau tandis que la tour sud, qui atteignait à peu près sa hauteur actuelle, était surmontée d'une flèche torsadée comme le suggèrent des représentations ou photographies anciennes de l'église.

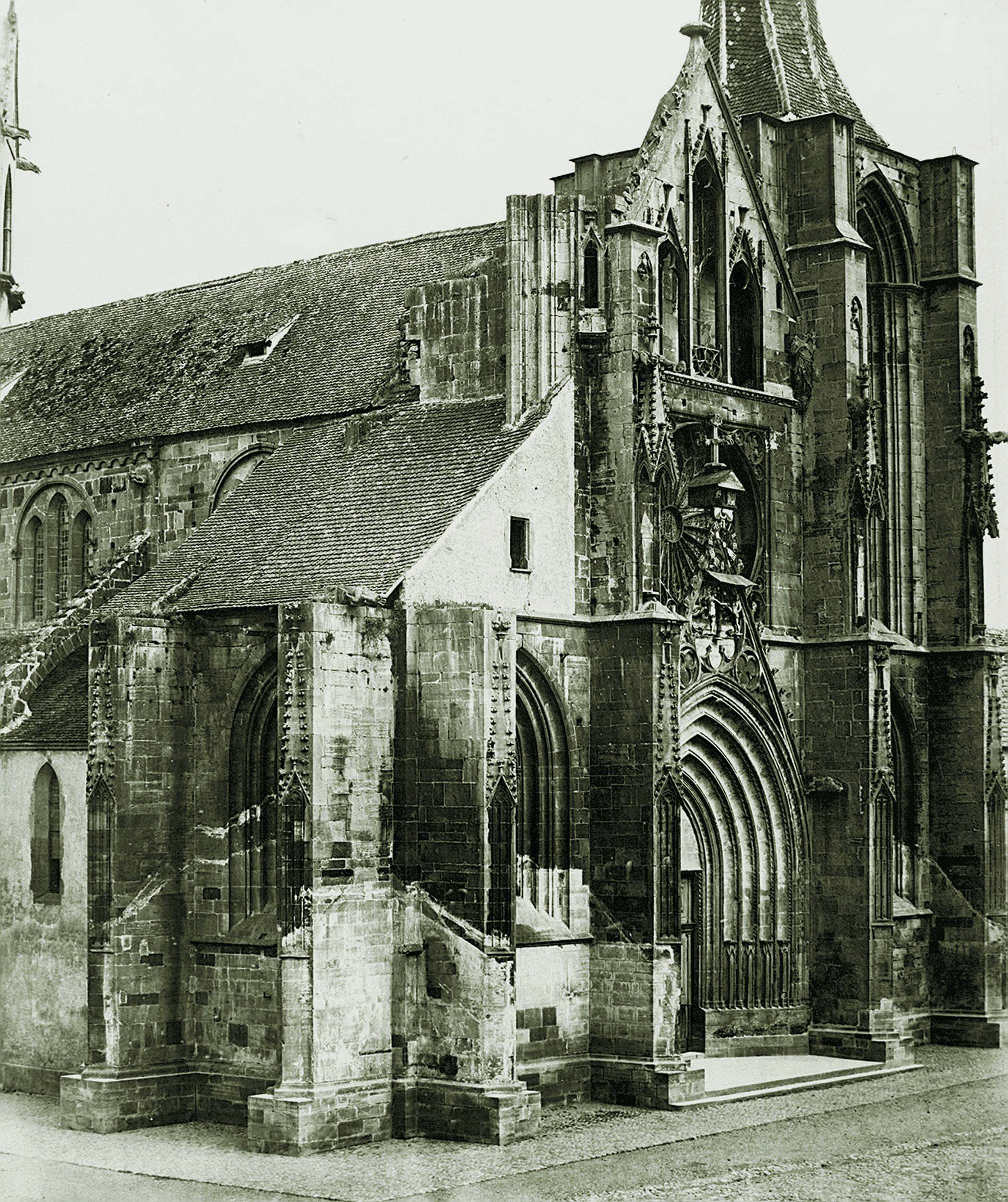
L'église Notre-Dame en 1859, avant les travaux du XIXe siècle
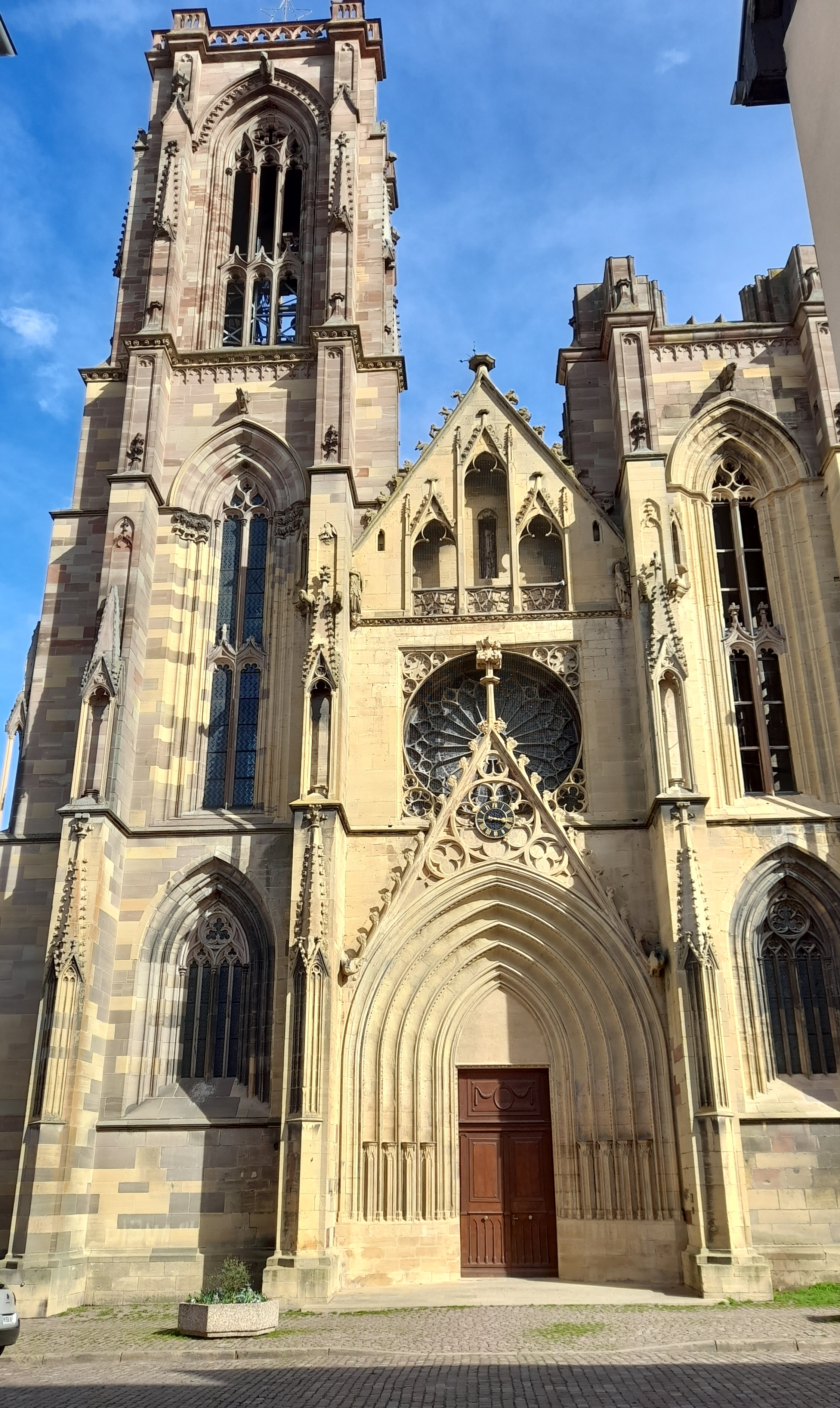
Aspect actuel de la façade ouest, le portail et son gâble, la rosace, la galerie. La tour du XIXe siècle

### Temple de la Raison
À la Révolution, l'église fut transformée temporairement en temple de la Raison, où des révolutionnaires formulaient un discours, évoquant l'absurdité de la religion et insultant les aristocrates. Le 9 décembre 1793, le portail qui ornait l'entrée de la façade Ouest, fut saccagé :

...tous les maçons et tailleurs de pierre avaient été convoqués au pied de l’église. On leur donna l’ordre d’arracher et de briser toutes les sculptures, toutes les croix, représentations des saints et tout ce qui avait trait à la religion catholique. A dix heures du matin trois ouvriers maçons s’affairaient à briser les sculptures du grand portail, un chef d’œuvre qui n’avait de pareil que celui du portail de la cathédrale de Strasbourg et qui représentait le Jugement dernier. (Journal de Jean-Michel Vogelsang, curé de Rouffach)

Cet épisode explique l'aspect dépouillé des voussures et du tympan du grand portail et les gargouilles brisées de la façade ouest. Une infime partie de la statuaire dispersée se trouve au musée Unterlinden de Colmar ou au musée des Beaux-Arts de Besançon.

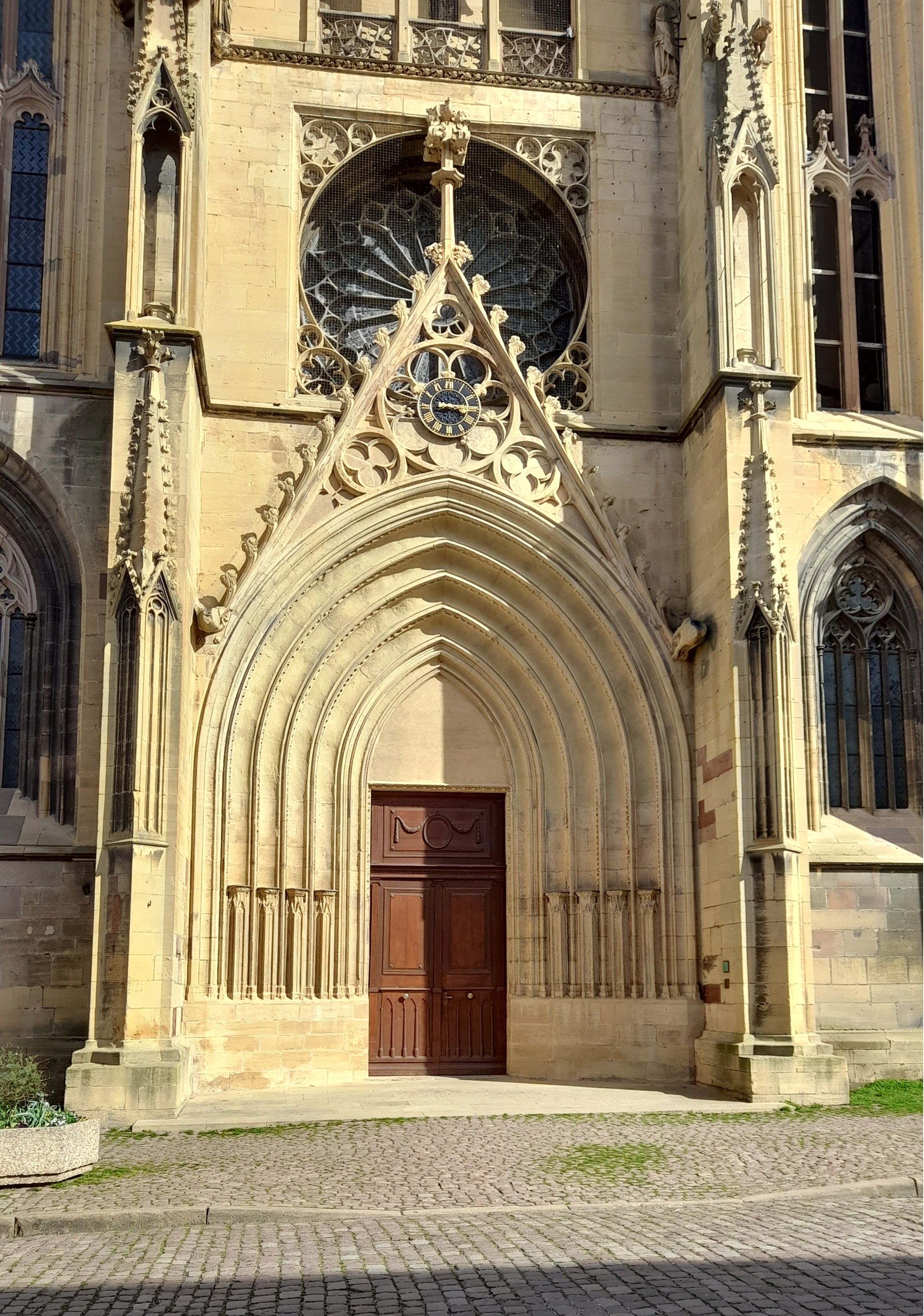
Le grand portail, voussures vides, gargouilles abîmées.
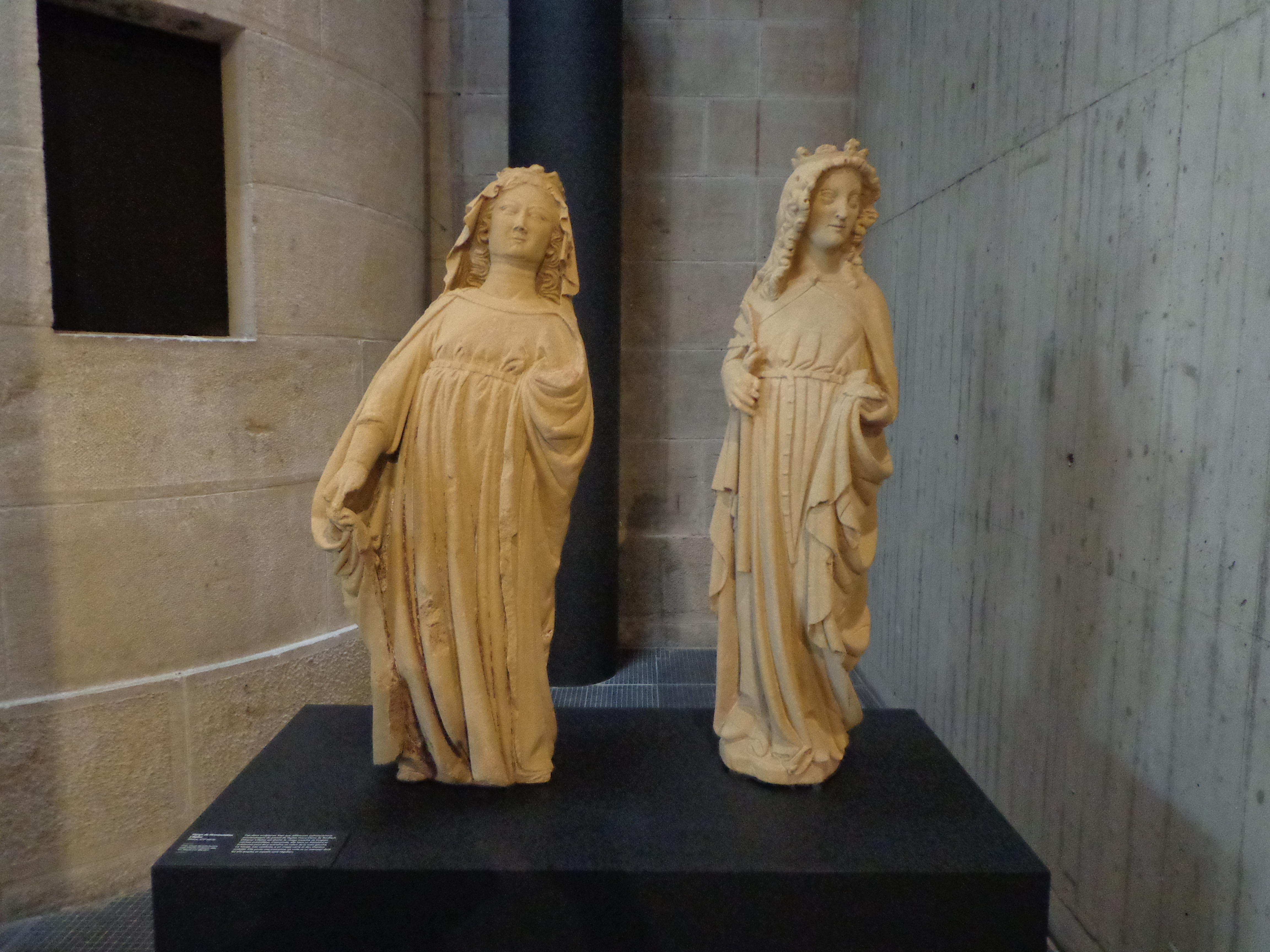
La Vierge de l'Annonciation et l'Église, deux statues conservées au musée de Besançon.
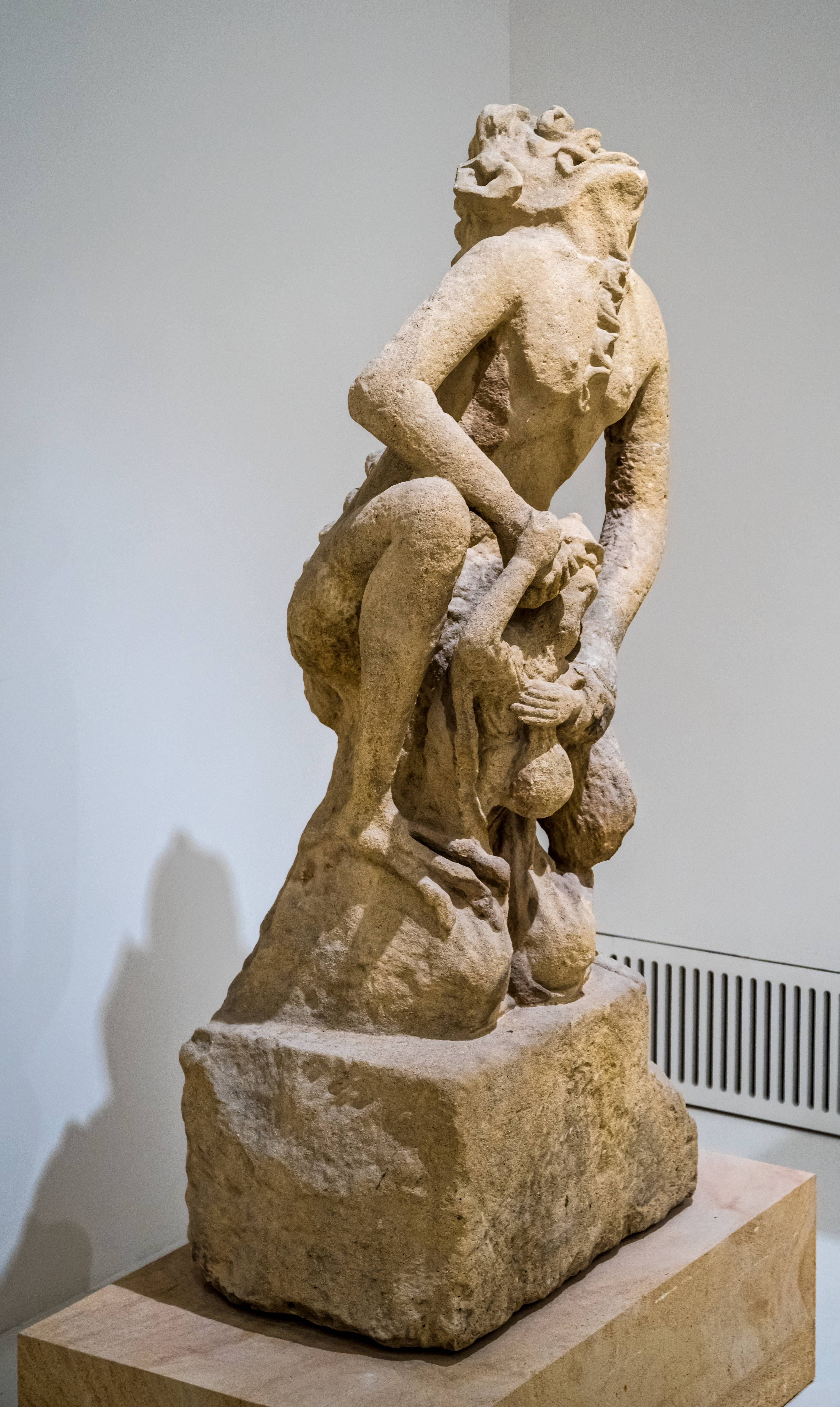
Une gargouille conservée au musée Unterlinden de Colmar.

### Les travaux duXIXesiècle
En 1854, la flèche du clocher central est rénovée, des échoppes et constructions accolées à l'église sont supprimées en 1861. En 1855, l'église est dotée d'un nouveau mécanisme d'horlogerie. En 1865, on décide d'achever la construction du massif occidental. La maîtrise d’œuvre est confiée à Maximilien Émile Mimey, architecte parisien de la Commission des Monuments historiques (l'église est classée depuis 1841). Il conçoit un projet de construction de deux tours jumelles qui intègre bien les éléments préexistants en respectant leur style. La tour nord est bien avancée quand la guerre de 1870 est déclarée. Cette tour donne une nouvelle envergure à la façade ouest et plus d'élégance à l'ensemble de l'église. Elle devait être réalisée en grès jaune de Rouffach, la pierre locale utilisée depuis le Moyen-âge pour la construction de Notre-Dame. Les ressources de la carrière locale du Strangenberg s'avèrent insuffisantes et il faut faire venir du grès de Phalsbourg et Lutzelbourg pour pouvoir continuer la construction. Cette pierre, venue de Moselle a une teinte différente de celle du grès de Rouffach, ce qui permet de bien distinguer les ajouts du XIXe siècle. Entre 1870 et 1914 la construction de la tour nord sera achevée, mais les guerres se succédant, l'étage supérieur de la tour sud ne sera pas élevé et l'église garde cette silhouette dissymétrique qui la caractérise de nos jours.

### Entretien et restauration auXXIesiècle
En 2018, la ville de Rouffach entreprend d'importants travaux d'entretien et de restauration de l'église Notre-Dame-de-l'Assomption dans le cadre d'un programme pluriannuel devant se poursuivre jusqu'en 2027 avec le partenariat de l’État, de la Région Grand Est, de la Collectivité européenne d'Alsace, de la Fondation du patrimoine et du Conseil de fabrique de Rouffach.
Une première tranche de travaux terminés en 2022 concerne les élévations extérieures de la nef de l'église ainsi que la restauration du portail occidental. En 2023 on procède à la restauration du chevet, de sa maçonnerie extérieure et intérieure et des vitraux. Ces travaux visent à préserver le patrimoine architectural de l'église et à le mettre mieux en valeur. Ils sont conduits par Richard Duplat, architecte des monuments historiques,.

## Mobilier et statuaire intérieure
- Le gisant :  ce haut-relief relevé contre le mur nord à l'intérieur de l'église, probablement réalisé par Woelflin de Rouffach vers 1340[14] est la dalle funéraire du chevalier Werner Falk. Il a été endommagé à la Révolution (visage bûché, jambes brisées).
- La Vierge à l'enfant : Cette statue dorée datant probablement du début du XVIe siècle[15] est placée dans une remarquable lanterne de pierre, finement sculptée, dont le gâble monte très haut et suit une nervure de la voûte de l'église.
- La chaire : octogonale, réalisée en grès rose par les ateliers Klem  de Colmar en 1875, elle est surmontée d'un abat-voix en chêne. Les bas-reliefs de la cuve présentent les symboles des Évangélistes. Elle remplace une chaire en grès jaune réalisée par Hans Murer en 1492, malheureusement démolie en 1820[16],[17].
- Les autels : maître-autel, autels latéraux, (à compléter).
- Les fonts baptismaux : cuve de plan octogonal  finement sculptée dans une seule pierre, les fonts baptismaux portent les armoiries de l'évêque Guillaume III de Hohnstein. Ils datent du début du XVIe siècle. Le couvercle en cuivre est du XIXe siècle[18]. Le décor fait de pinacles et gâbles ajourés est de syle gothique flamboyant.
- Les tourelles du jubé : Le jubé a sans doute été élevé peu après l'achèvement du chœur, vers 1300. Il a été détruit partiellement en 1718 : il n'en reste que deux tourelles latérales à cinq pans situées à l'entrée du chœur[19]. D'après un plan établi au XIXe siècle, ces tourelles renfermaient des escaliers en hélice permettant d'accéder à la galerie du jubé[20].
- La porte de la sacristie, et le "sourire de Rouffach" : porte à coussinets sculptés de chapiteaux, surmontée d'un arc brisé dont le tympan présente un Agneau pascal. Les chapiteaux sont ornés de feuillages et de deux élégantes têtes en haut relief appelées sourire de Rouffach[21].
- Les stalles : le long des côtés nord et sud du chœur, des stalles réalisées en bois de chêne restent en place. Leur datation reste discutée (XVIIIe siècle ou XIXe siècle[22]). Elles présentent d'intéressantes miséricordes, petits supports permettant de prendre appui pour soulager une longue station debout.
- Les consoles ou culots sculptés du chœur : quatre culots sculptés supportent les retombées des voûtes du chœur. Ils datent  de l'époque de la construction du chœur (fin du XIIIe siècle) et représentent les quatre Évangélistes dans des mises en scène tourmentées : « La facture des reliefs est nerveuse, assez sèche et ne peut être comparée à aucune œuvre régionale de la même époque » selon la notice Palissy[23].
- La chapelle, Christ moderne, reliquaire, ...
- L'orgue de tribune[24],[25],[26],[27] encadre la rosace à 20 lancettes.
- Les vitraux datent la fin du XIXe siècle, ils ont été réalisés par les ateliers de Franz Xaver Zettler à Munich. Dans le chœur, ils mettent en scène les étapes de la vie de la Vierge Marie. Ils remplacent des verrières de la fin du XIIIe siècle dont quelques éléments sont encore en place. Une partie des vitraux d'origine a été identifiée dans la chapelle du château de Kreuzenstein en Autriche où ils ont été insérés en 1902[28],[29].
- etc.

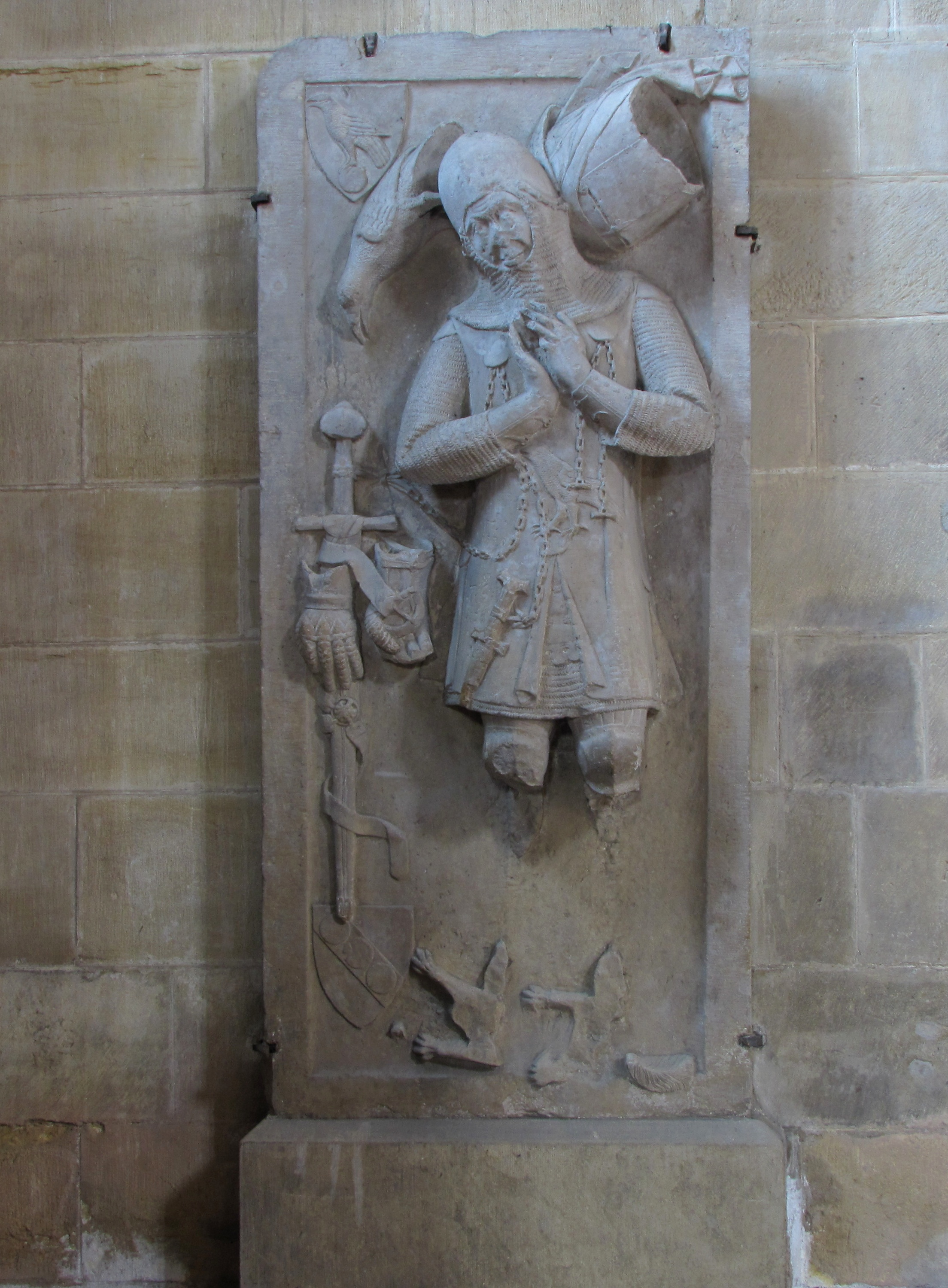
Le gisant, dalle funéraire.
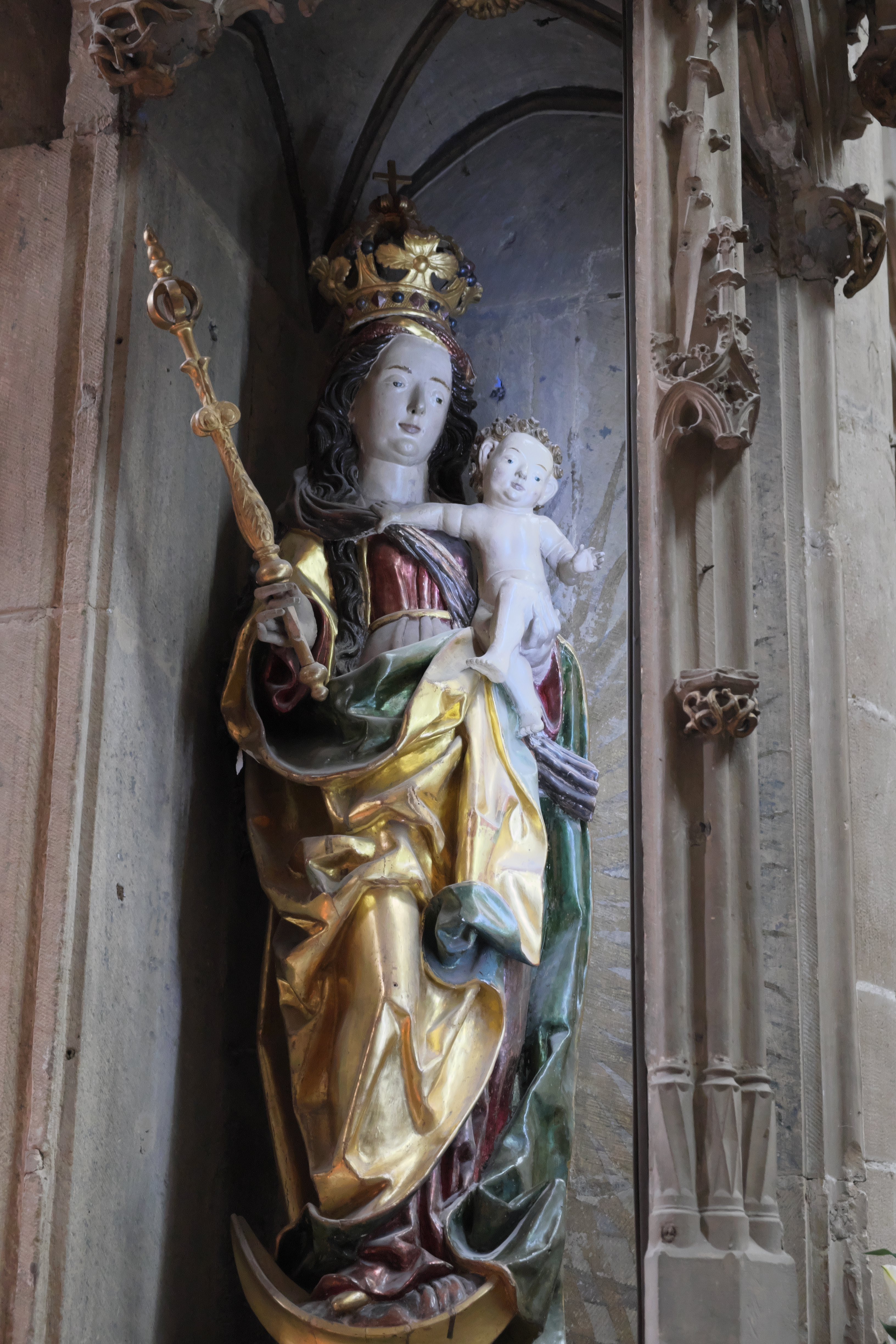
La Vierge à l'enfant.
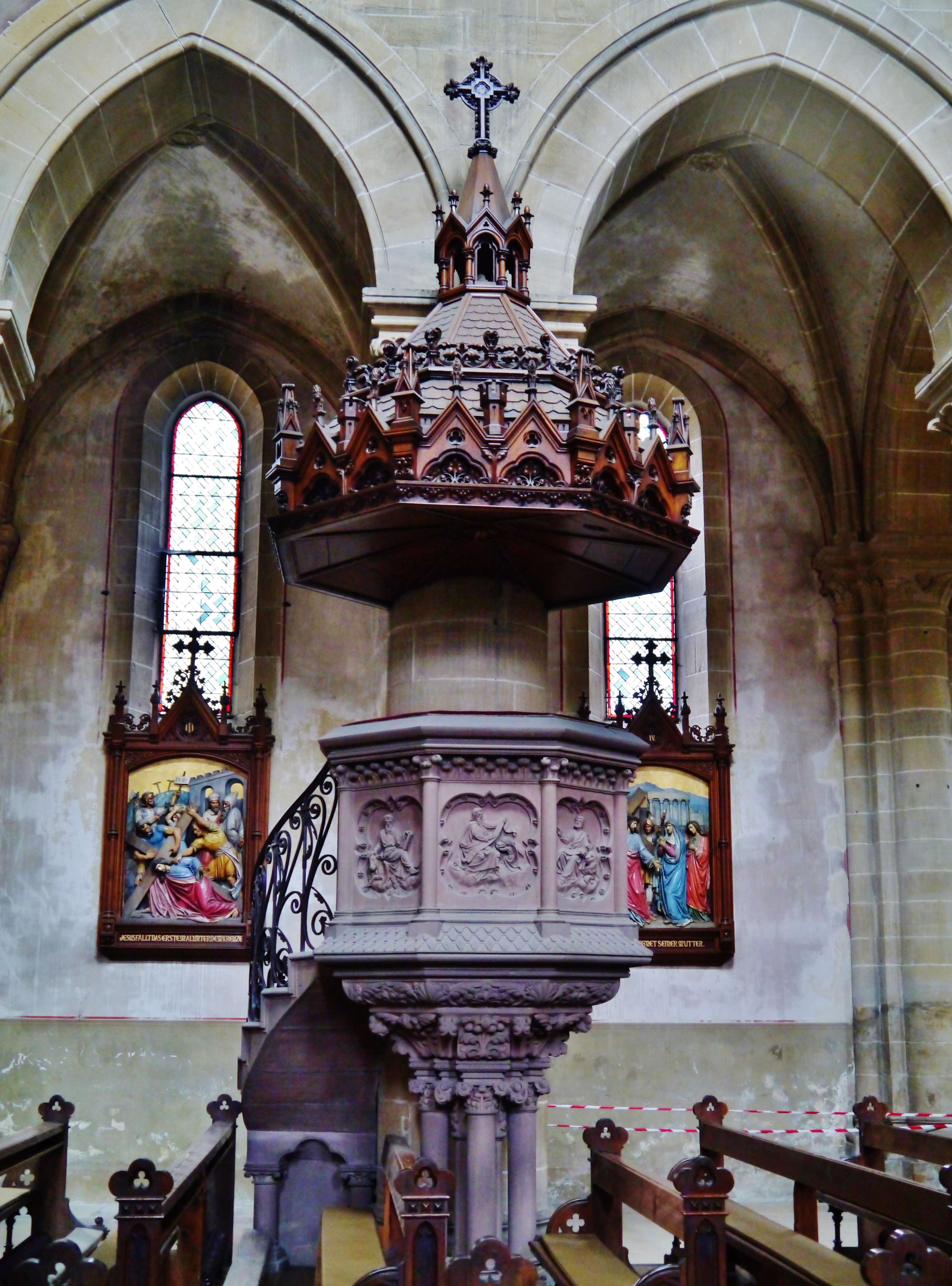
La chaire à prêcher.
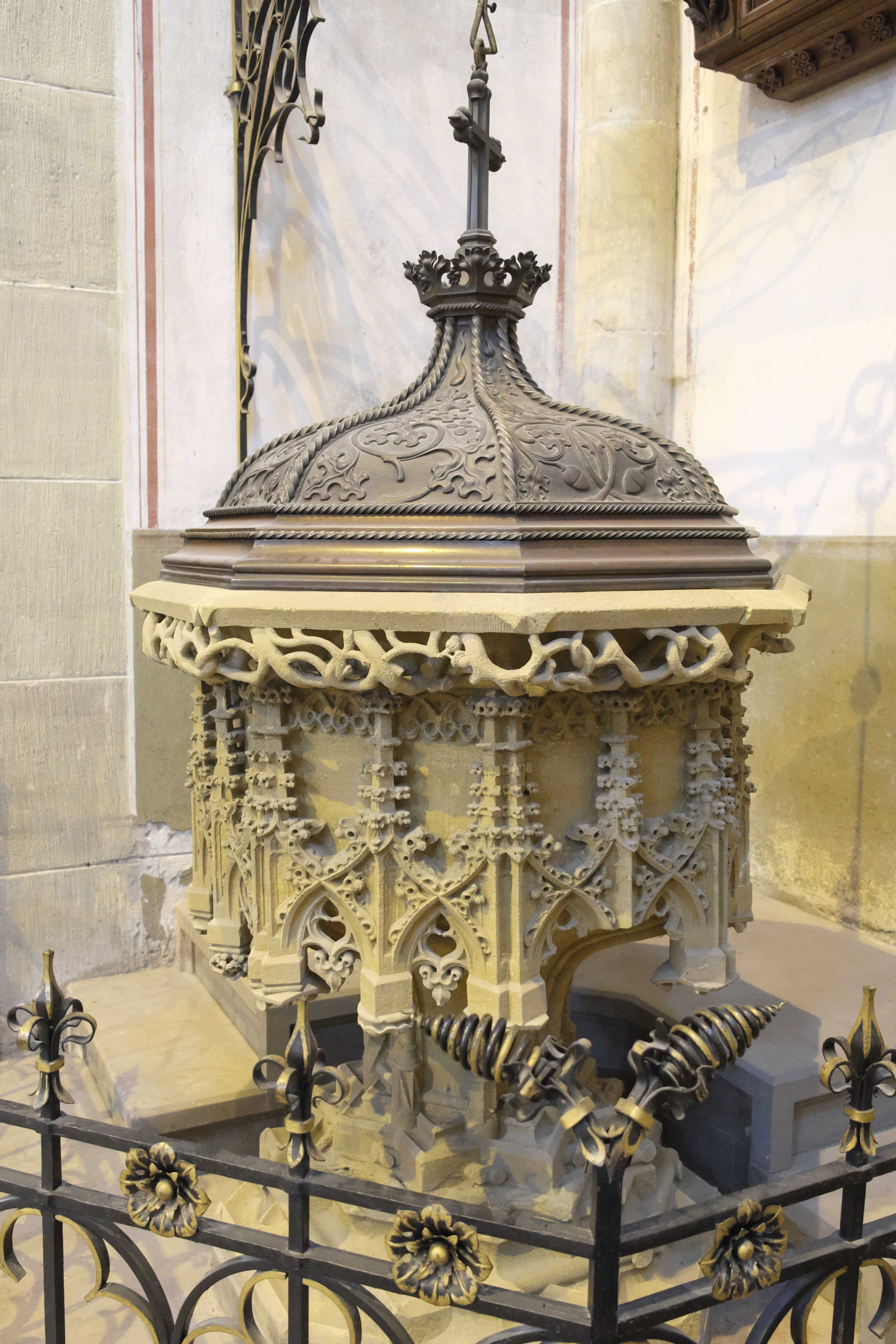
Les fonts baptismaux.
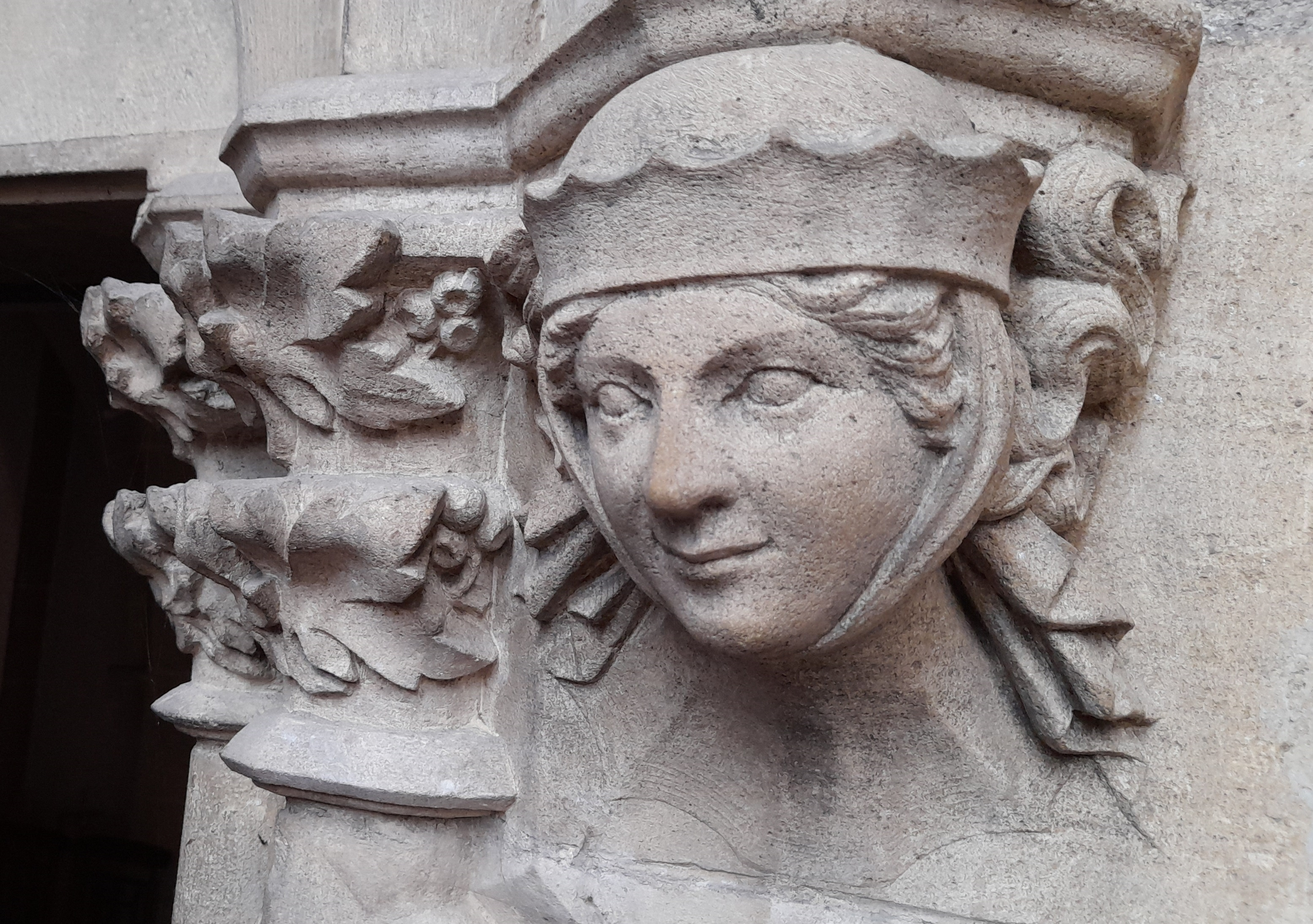
Le sourire de Rouffach à l'entrée de la sacristie.

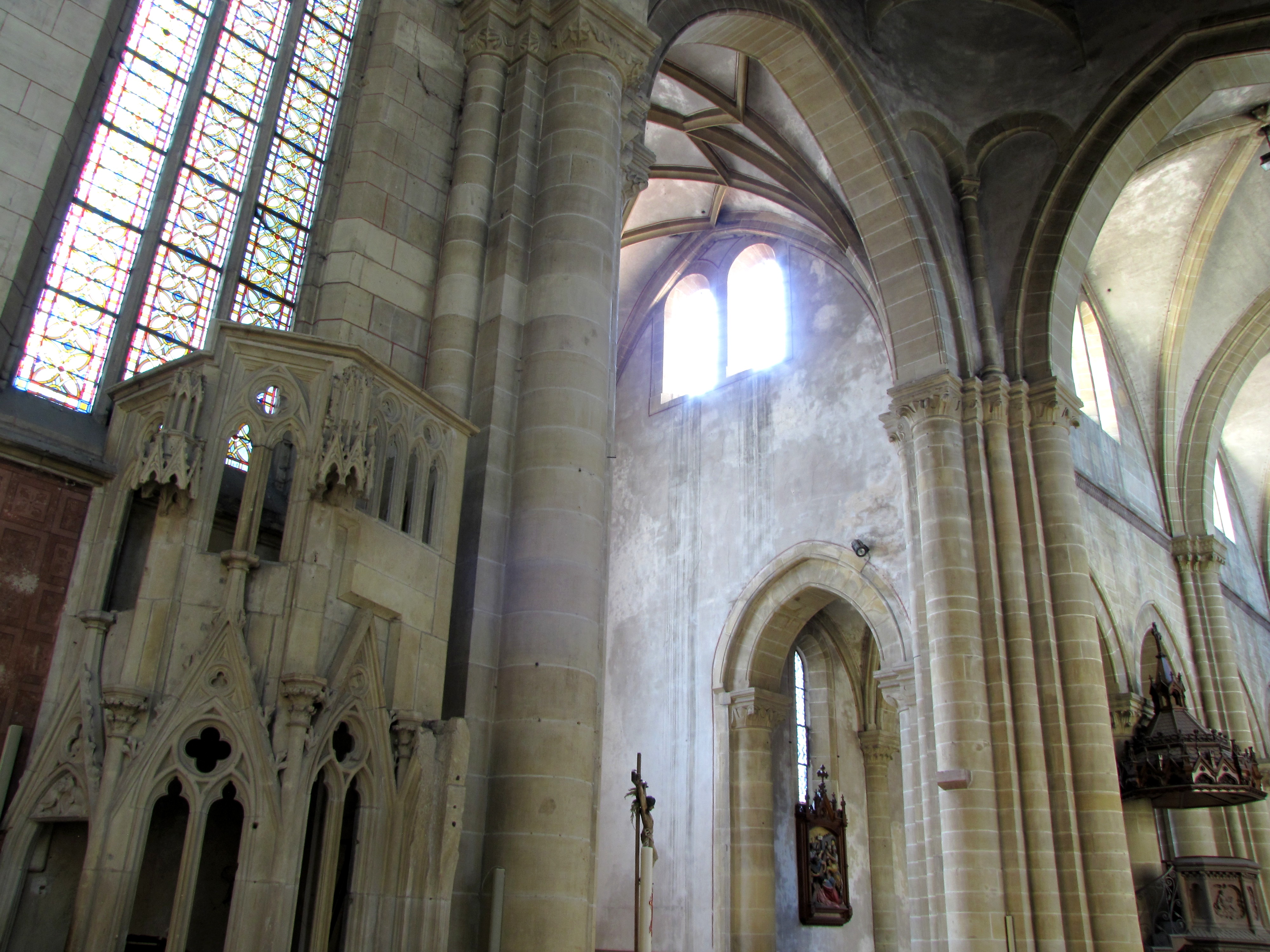
Une tourelle, vestige de l'ancien jubé.
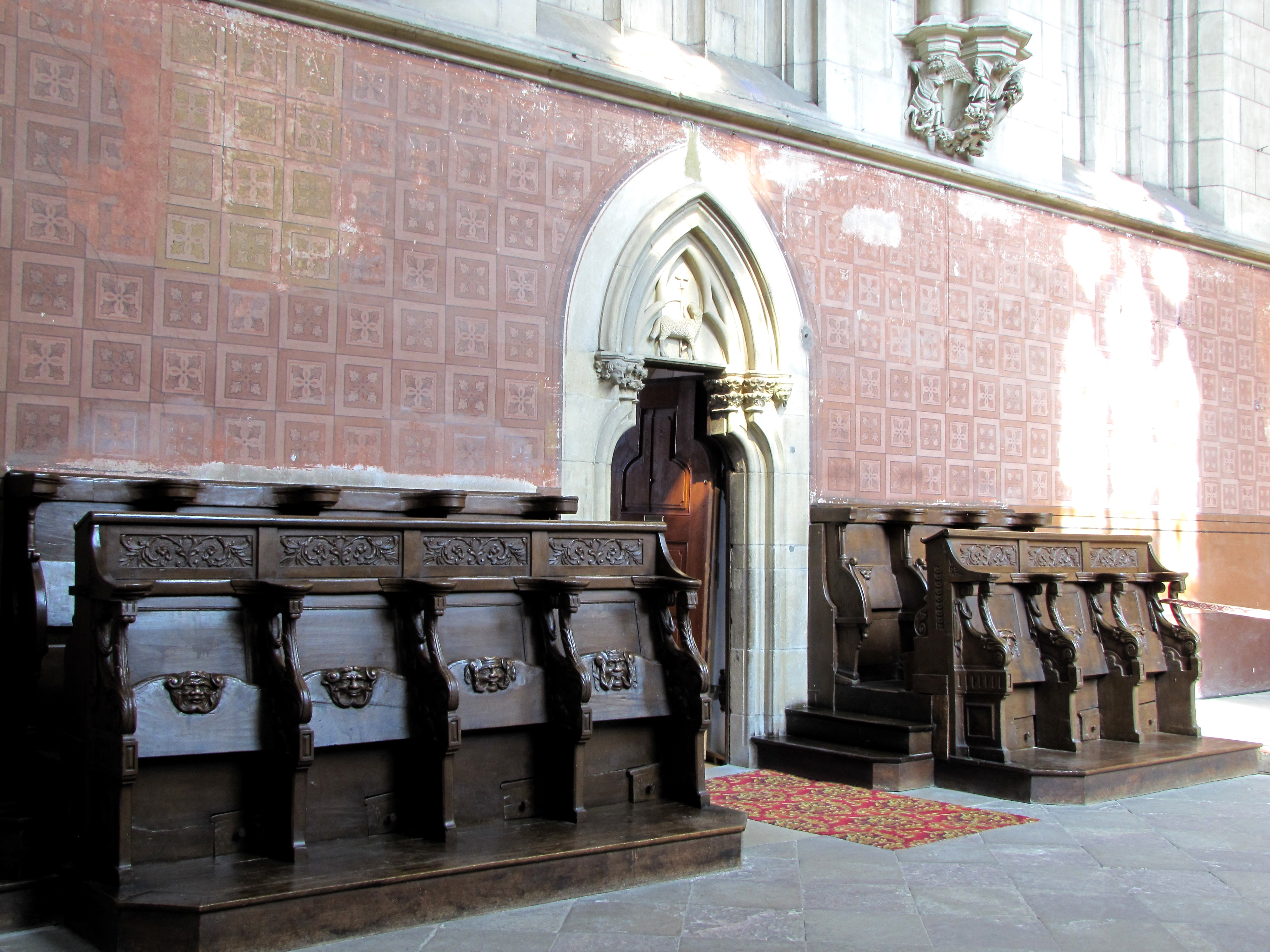
Les stalles et l'entrée de la sacristie.
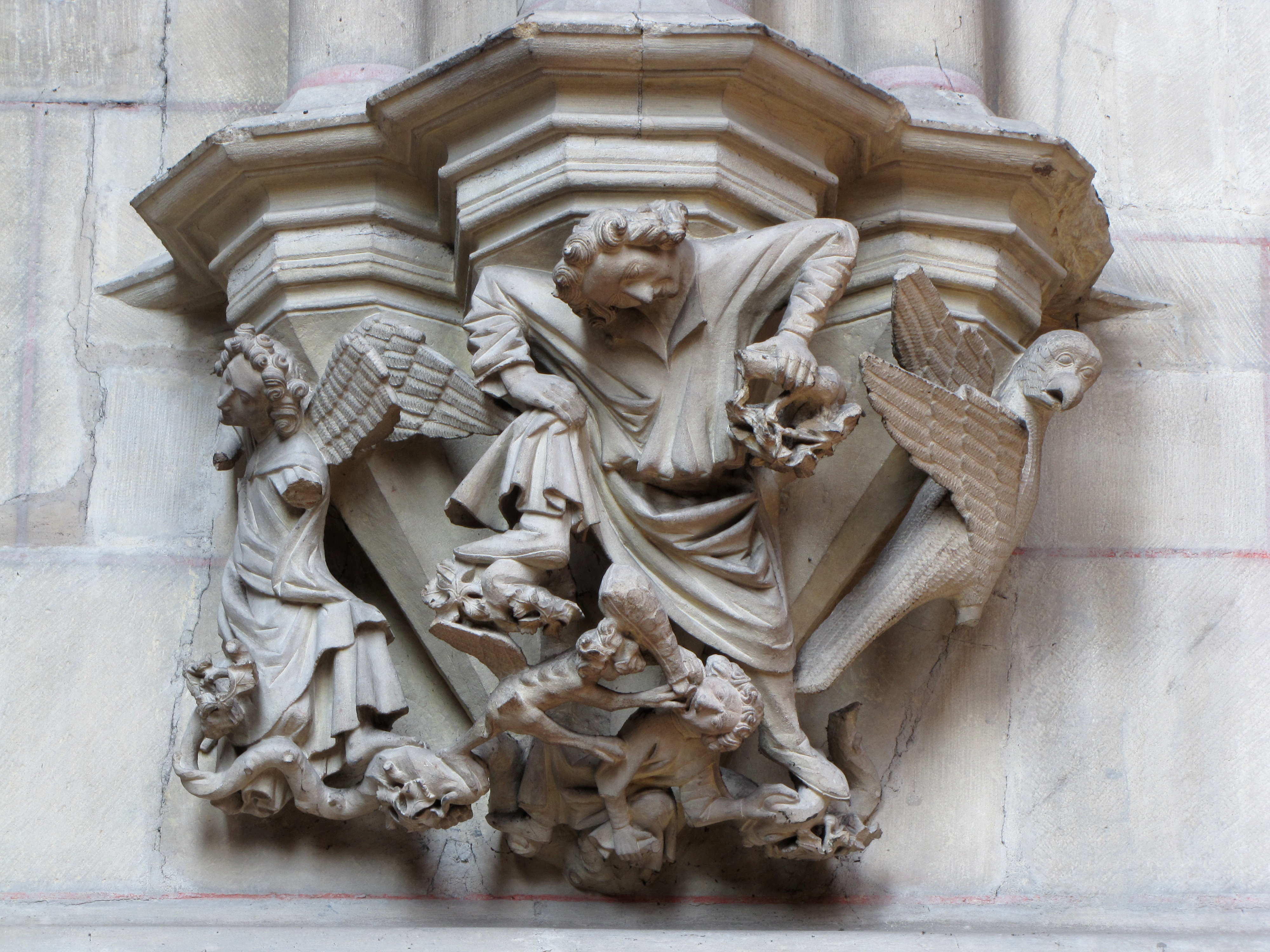
Console sculptée dans le chœur.
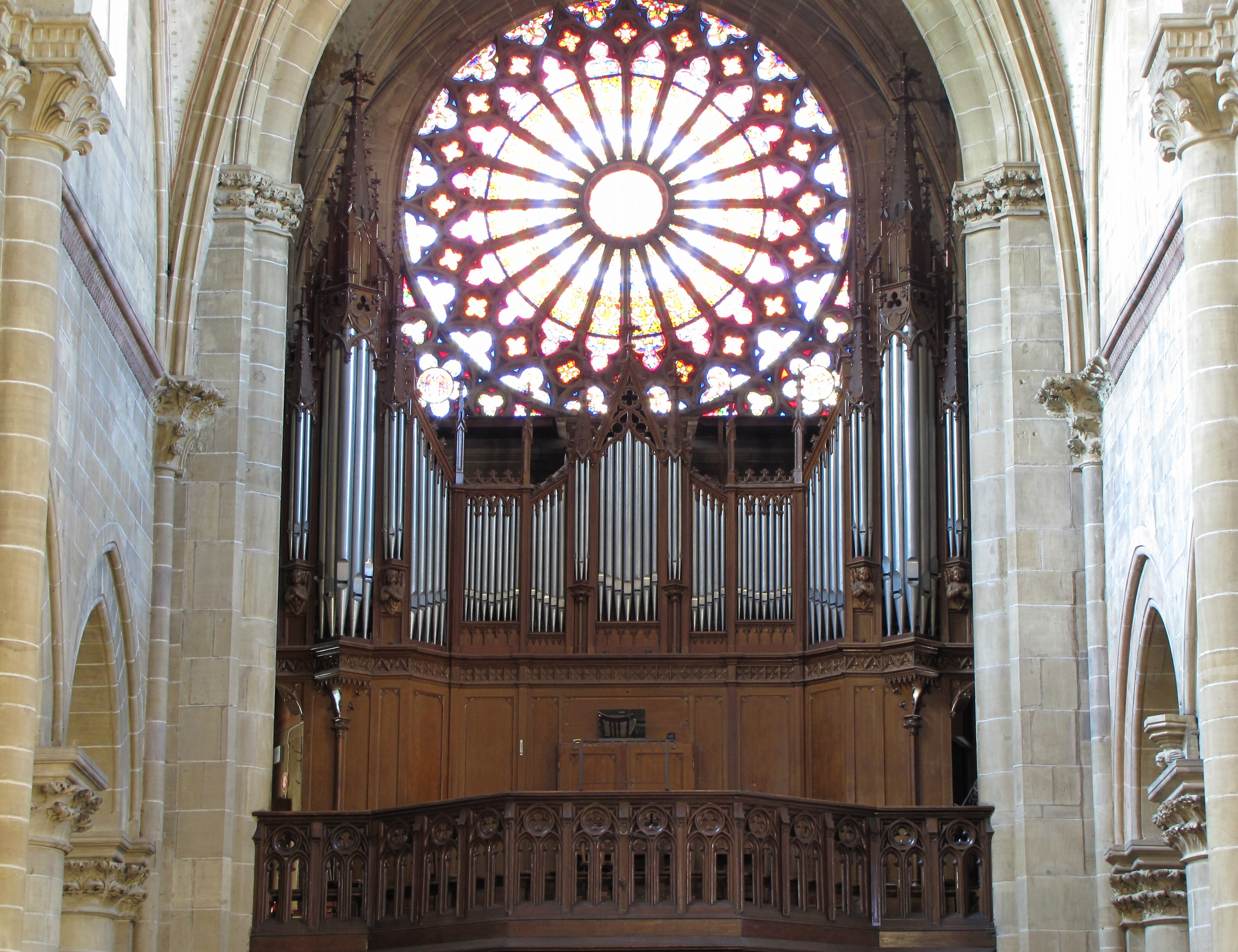
les orgues et la rosace.

## Galerie

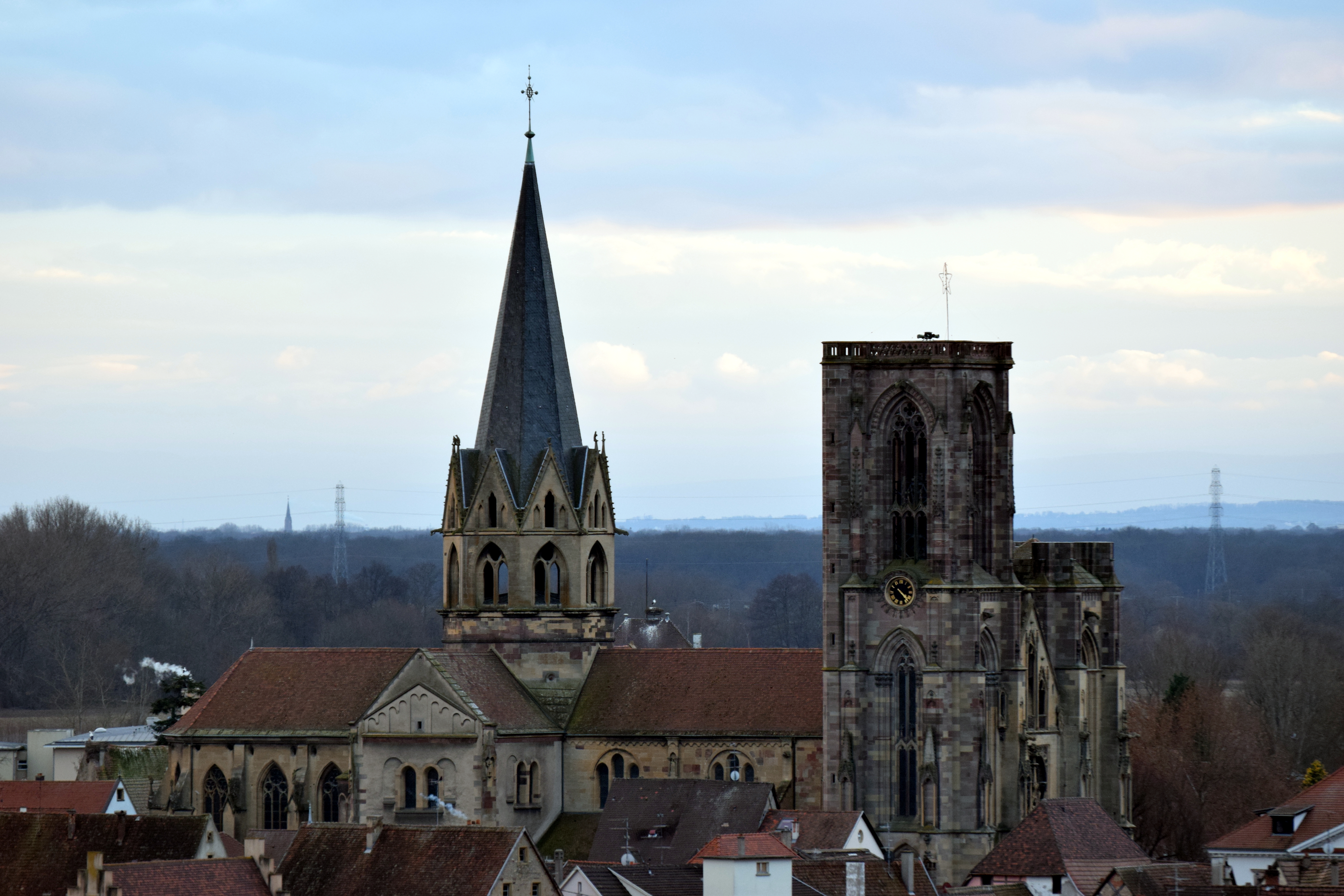
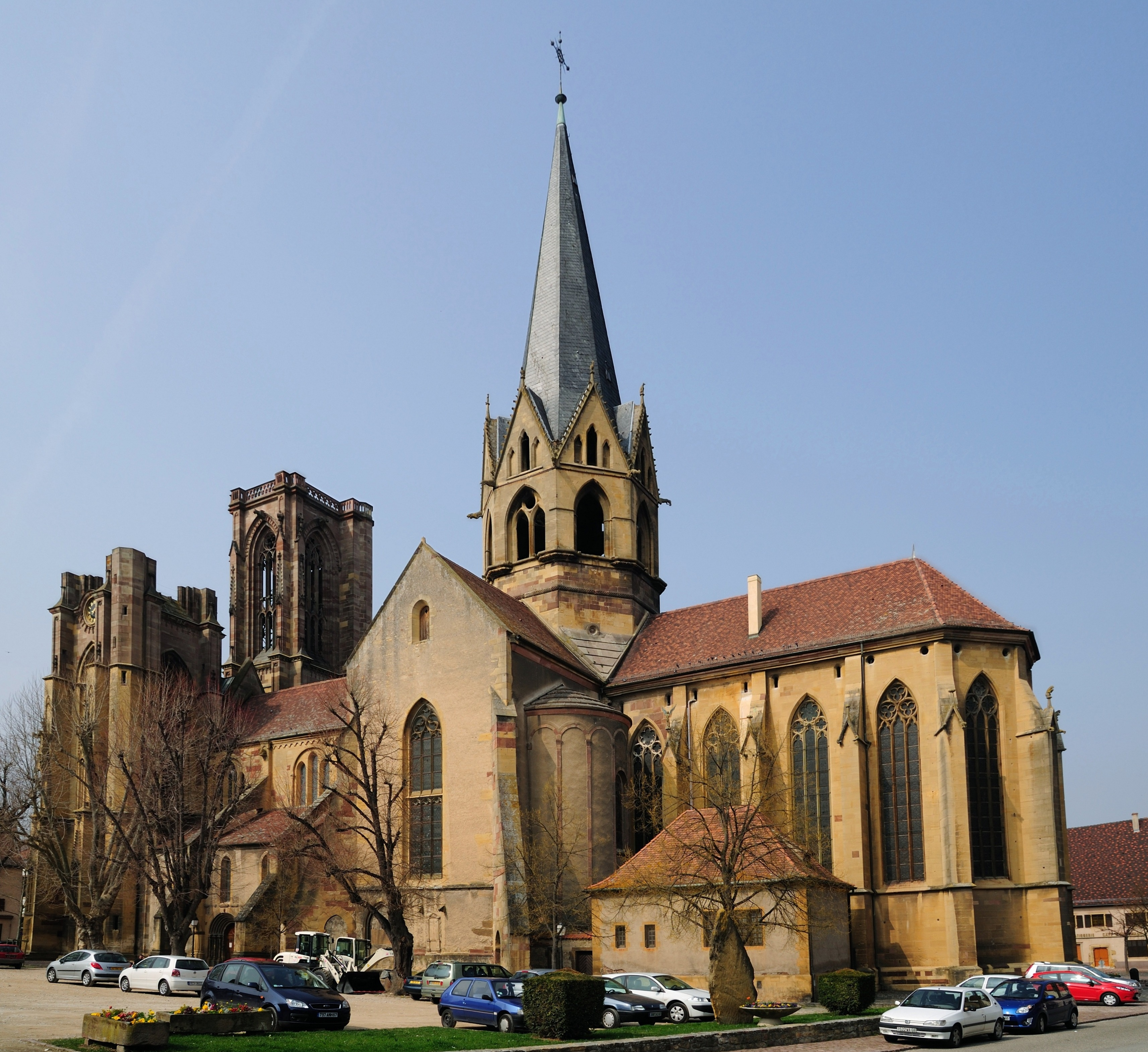
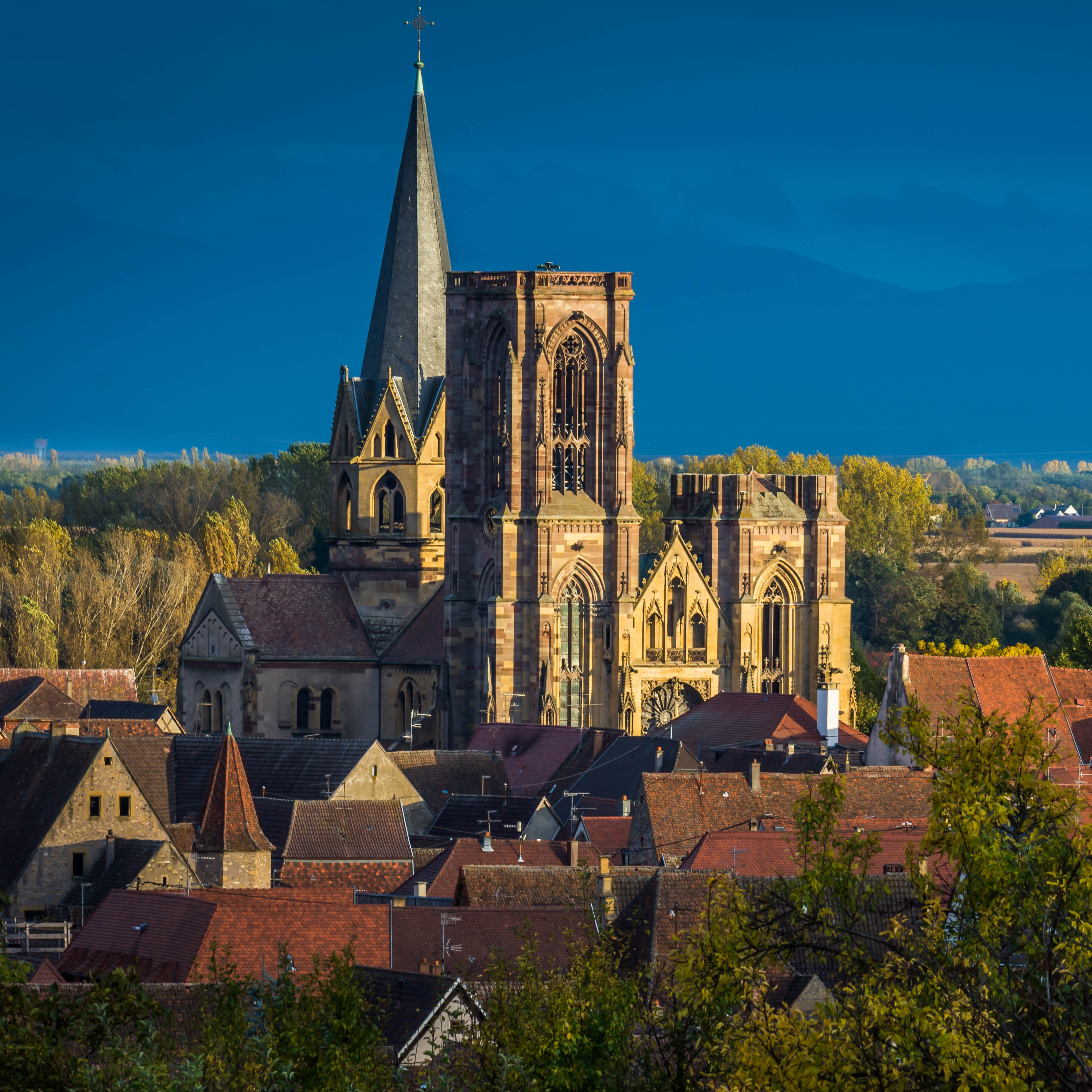
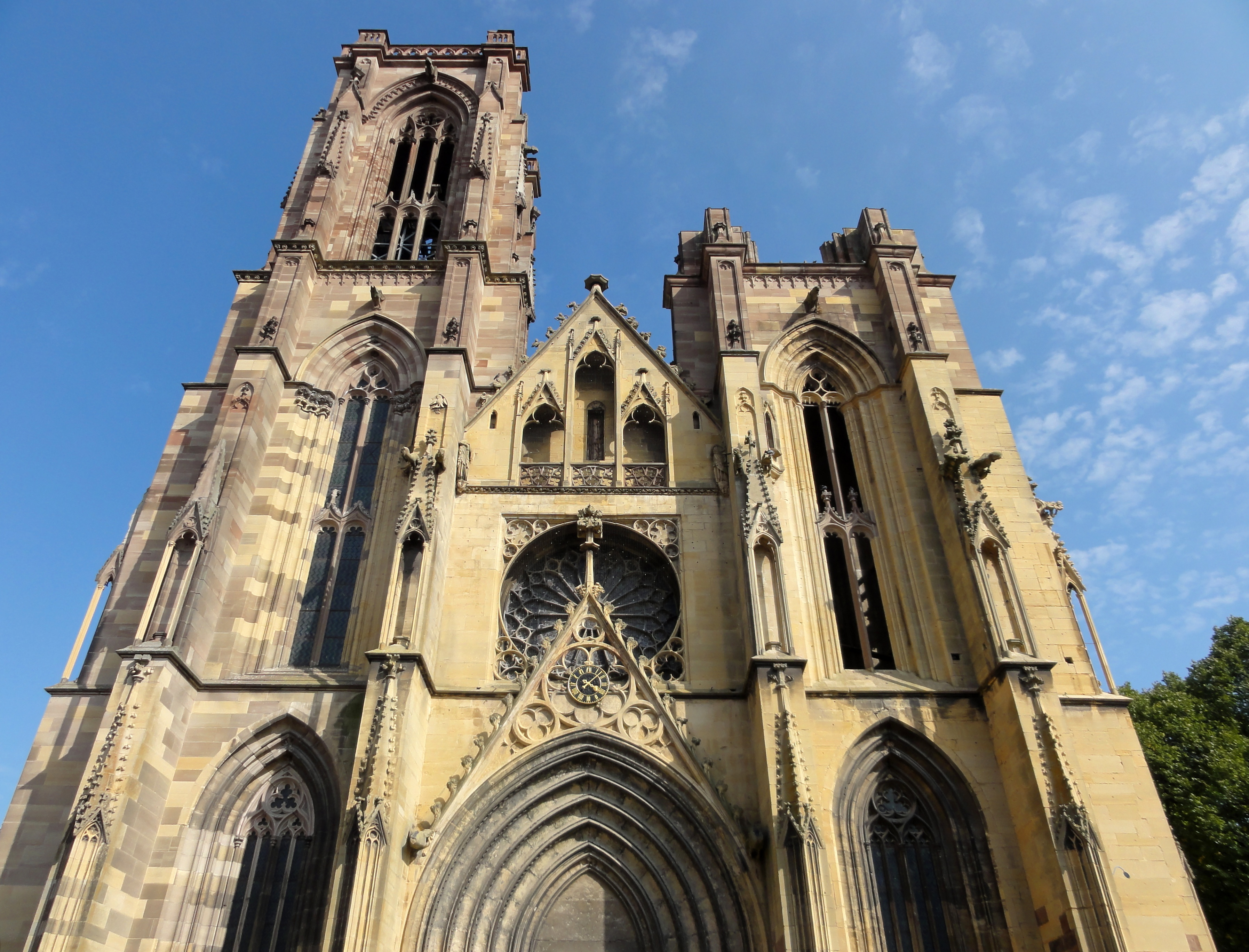
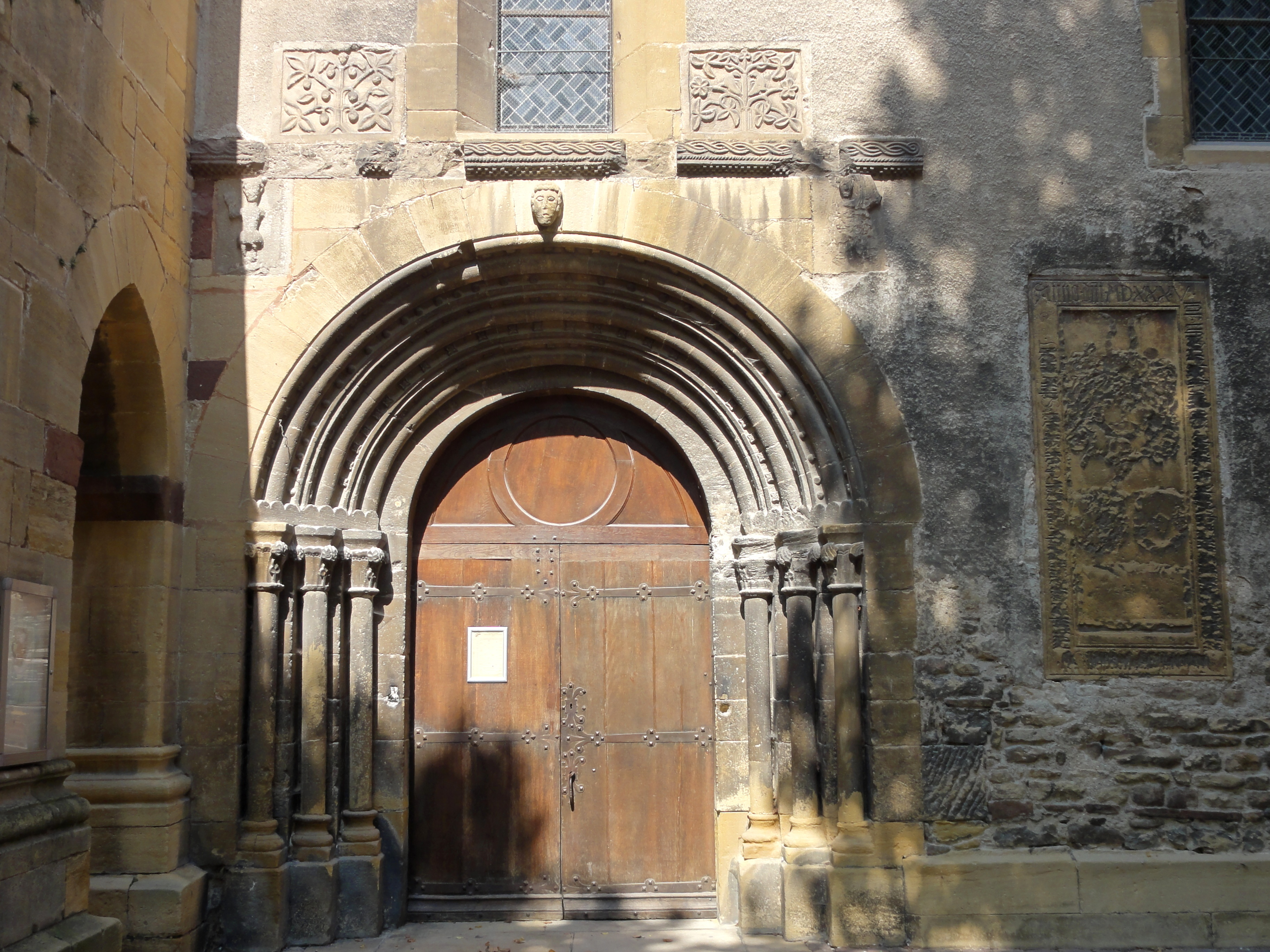

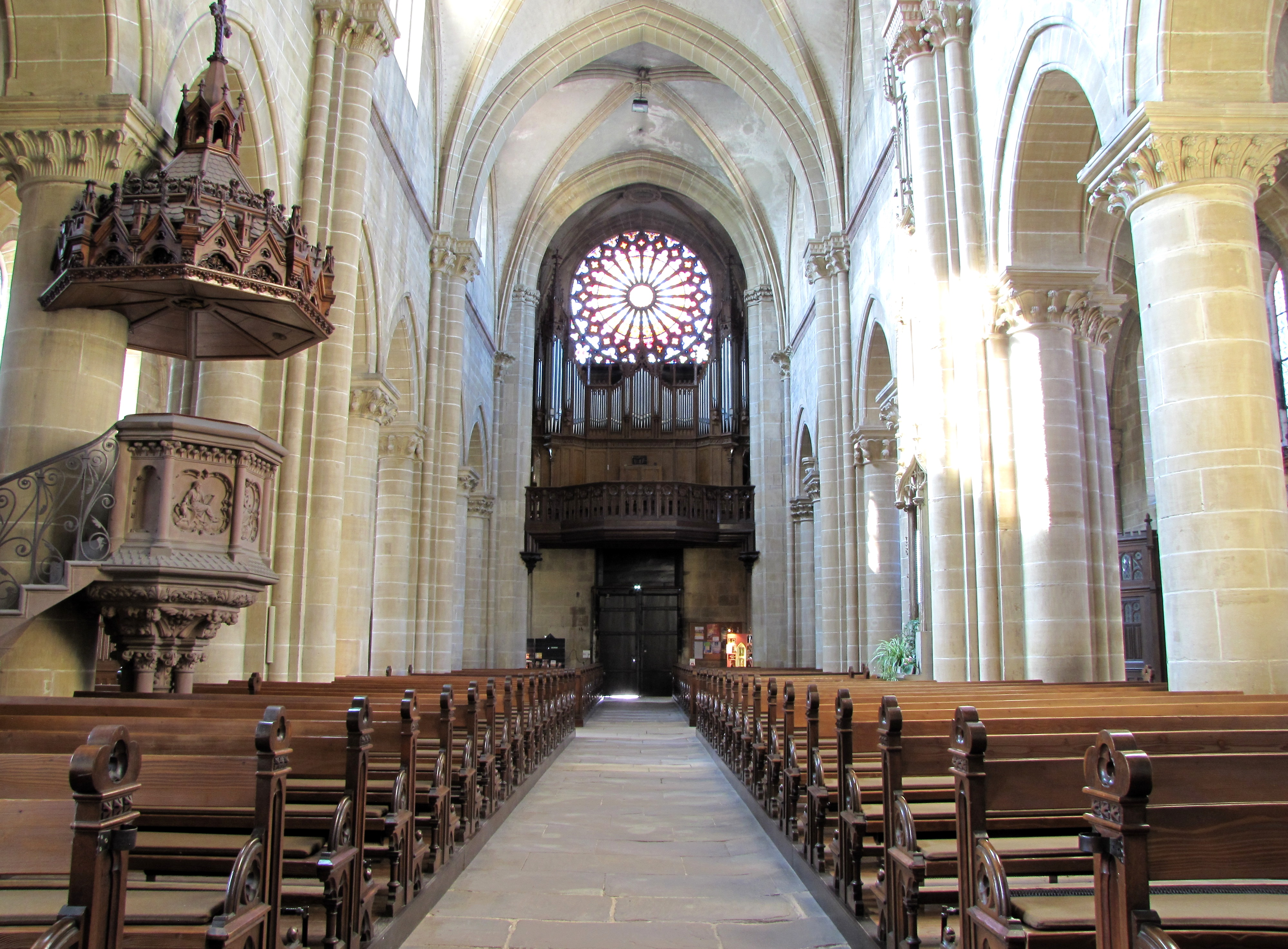
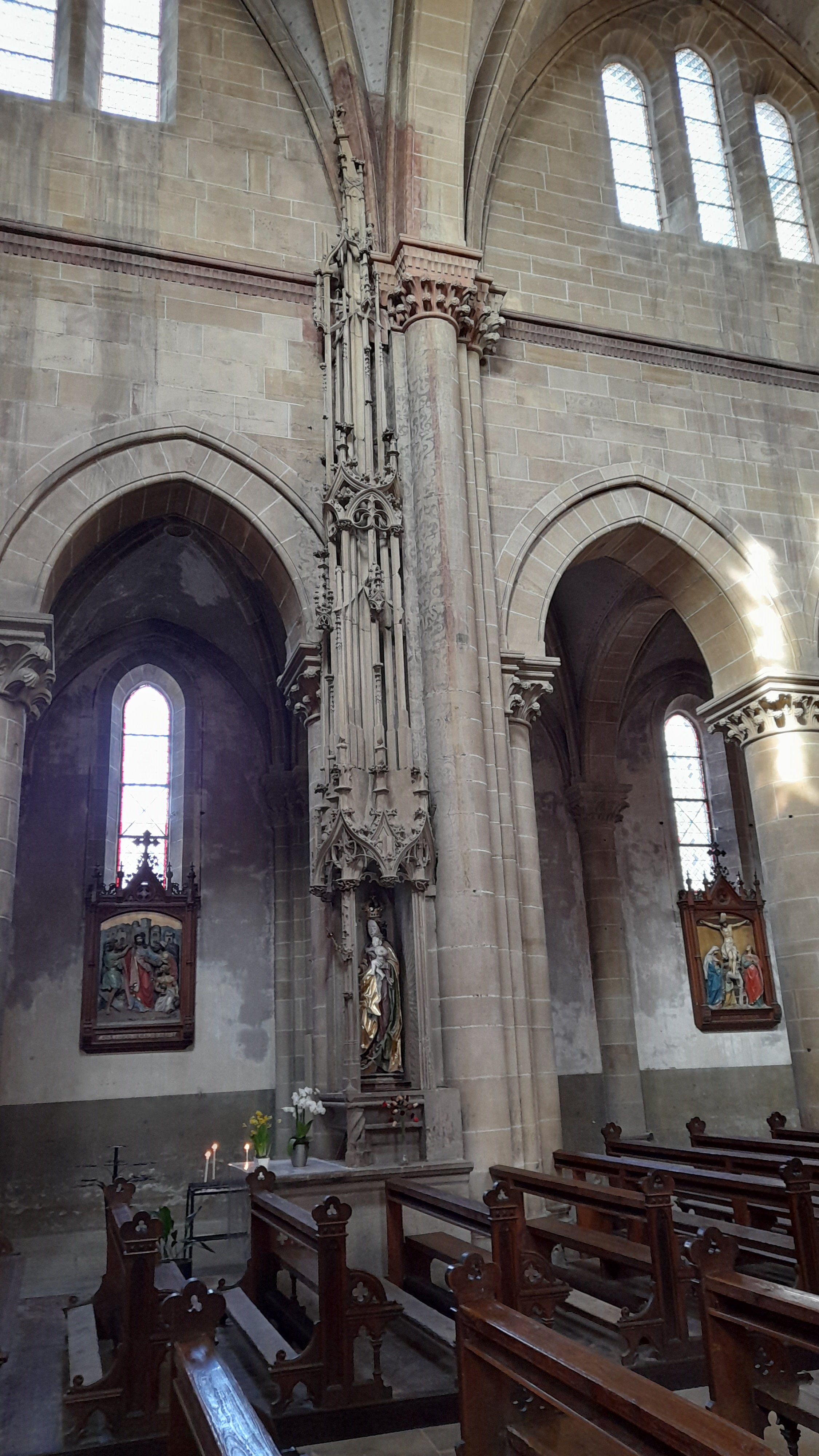
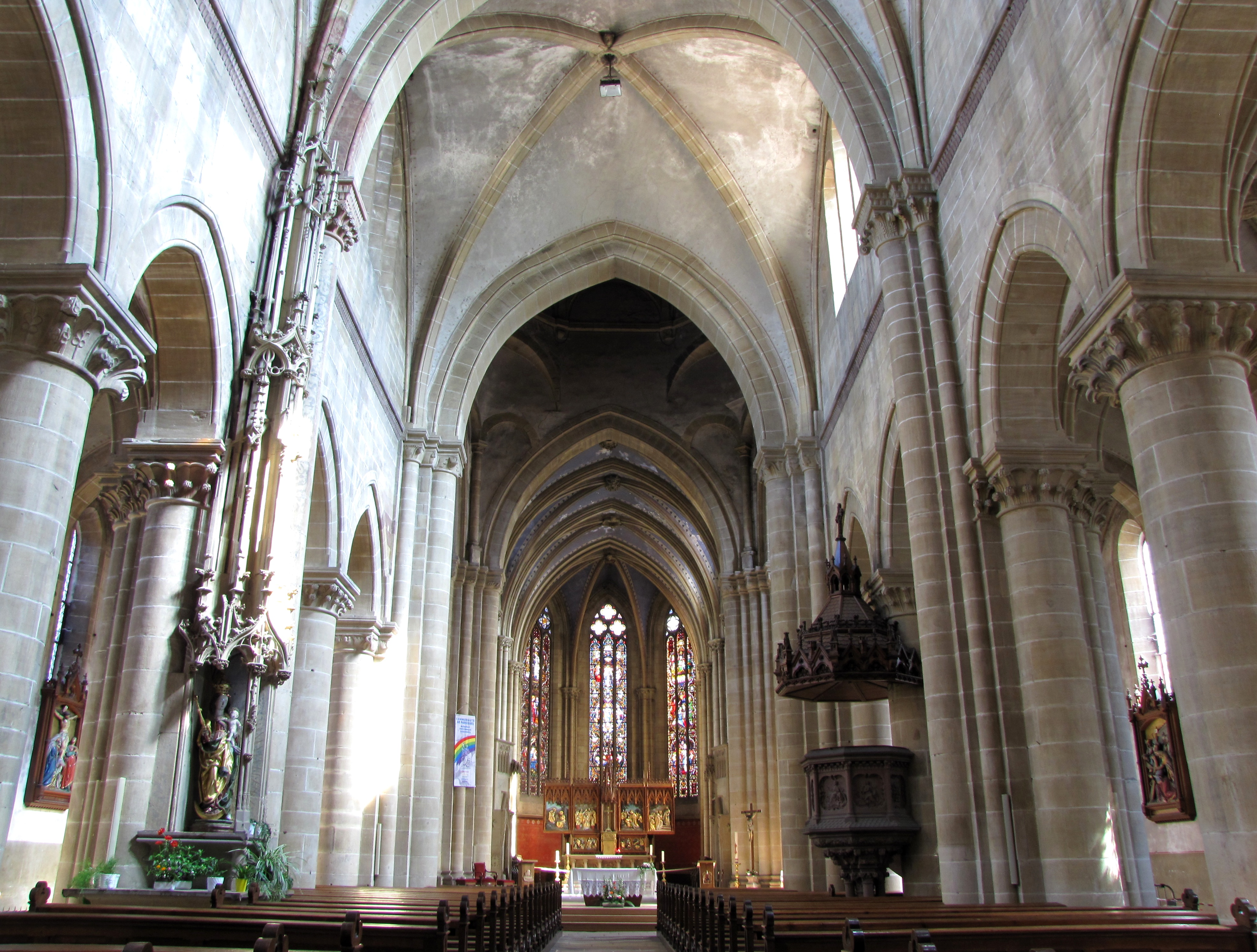
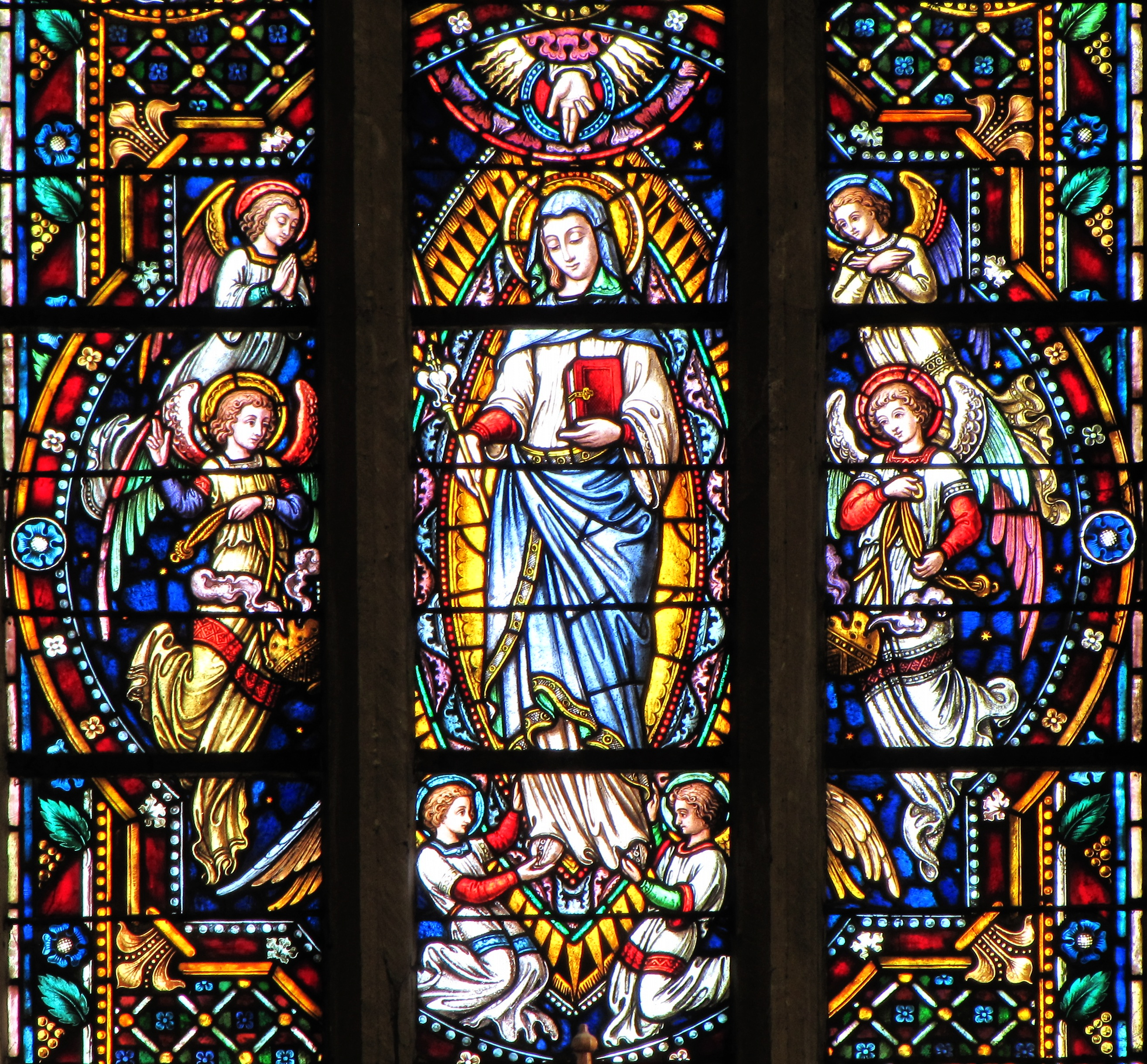

## Histoires et légendes liées à l'église
- La légende de Saint-Arbogast.
- Les femmes de Rouffach.
- La Révolution et Notre-Dame.
- Le jacquemart de de Notre-Dame.